# Kneiphof
Kneiphof (oroszul: Кнайпхоф – Knajphof, litvánul: Knypava, lengyelül: Knipawa) az egykori porosz fővárost, Königsberget (1946 óta Kalinyingrád) eredetileg alkotó három német lovagrendi alapítású város egyike, később Königsberg egyik negyede volt. Az 1327-es alapítású város Altstadt és Löbenicht városaival egyetemben 1724-es egyesítésükig számított önálló városnak, ezután 1945-ig Kneiphöfischer Kreis néven a kelet-poroszországi főváros egyik városi körzeteként maradt fenn. A város egy 10,5 hektáros, a Prégel folyó ágai által körülölelt, azonosnevű szigeten feküdt. A szigetet a város többi részével összekötő egykori hidak a königsbergi hidak problémájának révén kulturtörténeti jelentőségűnek számítottak. Az egykor sűrűn beépített sziget, mely helyet adott többek között a königsbergi dómnak illetve a königsbergi egyetem eredeti épületeinek az 1944-es brit légitámadások illetve Königsberg szovjet ostroma során szinte teljes mértékben elpusztult. A II. világháború után a Szovjetunió által annektált és Kalinyingrád névre átkeresztelt város többi részéhez hasonlóan a Kneiphof sem épült újjá, épületállományából csupán az Immanuel Kant mauzóleumának is otthont adó königsbergi dóm maradt fenn. A ma szoborparkként funkcionáló sziget területe Kalinyingrád Moszkovszkij kerületének részét képezi, hivatalos neve ma Kant-sziget (oroszul остров Иммануила Канта – osztrov Immanuila Kanta). A Szovjetunió felbomlása óta léteznek tervek a königsbergi óváros, így a Kneiphof újjáépítésre is.

## Fekvése
A Kneiphof egy a Prégel folyó (németül Pregel, oroszul Прего́ля – Prególja; litvánul Prieglius) két ága által közrefogott folyami sziget, az északi Új Prégel (németül Neuer Pregel vagy samländischer Pregel, oroszul Новая Преголя – Novaja Pregolja) és a déli Öreg Prégel (németül Alter Pregel vagy natangischer Pregel, oroszul Старая Преголя – Sztaraja Pregolja) a szigettől nyugatra egyesül egy ággá és a várostól pár kilométerre nyugatra torkollik a Friss-öblöbe (németül Frisches Haff; oroszul Калининградский залив – Kalinyingradskíj zaliv; lengyelül Zalew Wiślany) és így a Balti-tengerbe. A II. világháború előtt az Öreg Prégel utolsó, a Kneiphof nyugati felét határoló rövid szakaszát Hundegatt néven ismerték.

## Nevének eredete
A középkor folyamán többek közt Knipaw, Knipab  és Knypabe neveken dokumentált sziget neve balti porosz eredetű, jelentése mocsaras vagy vízzel elárasztott terület. A 14. század elején a Német Lovagrend vogt-jának használatában lévő szigetet németül Vogtswerder (a német Vogt – bíró, tiszttartó, várnagy, és a Werder – folyami sziget szavakból) néven ismerték. A város alapítása előtt a lovagok ösztönözték a német Pregelmünde (magyarul „Prégel-torkolat") név használatát, a város 1327-es alapítólevele ennek ellénére a sziget régi porosz nevét használja. Egy 1383-ból illetve egy 15. századi városi pecsét a latin nova civitas, azaz „új város" néven említi a települést, de ez a megjelölés nem tűnik fel más korabeli dokumentumokban.

## Történelme

### Alapítás
A Balti-tenger partján fekvő, a Visztula és a Nyeman (litvánul Nemunas, lengyelül Niemen, németül Memel) folyók által határolt történeti vagy Ó-Poroszország néven számontartott területet egészen a 13. századig a balti nyelvcsaládhoz tartozó lett, litván, illetve a mára már kihalt porosz őslakosság lakta. A hagyományosan marha- és lótenyésztéssel, szórványosan földműveléssel foglalkozó pogány, számos törzsre tagozódó poroszok a 9. században a Prégel folyó torkolatvidékén, a későbbi Kneiphof szigettől északra alapítottak egy Twangtse nevű erődöt, melyhez egy falu és egy a vikingek és a lübecki kereskedők által frekventált kikötőhely tartozott. A poroszok a X. századtól megélénkülő folyamatos támadásaival komoly gondokat kezdett okozni a szomszédos déli területek lengyel uralkodóinak: A porosz törzsek elfoglalták Mazóviát, és egészen a mai Varsó területéig nyomultak. A mazóviai fejedelem képtelen volt egyedül megvédeni országát a porosz törzsekkel szemben, ezért 1225-ben a fejedelemségbe hívta a Német Lovagrendet. Ez a lovagrend egyike volt a szentföldi keresztes háborúk nyomán létrejött három nagy lovagrendnek, 1199-ben alapították Akkóban. A Lovagrend korábban az erdélyi Barcaságban megpróbált magának államot alapítani, de II. András magyar király 1225-ben kiűzte őket onnan. A lengyel uralkodónak tett szolgálataikért cserébe – amelyhez hozzátartozott a pogány poroszok megtérítése is – a lovagok viszont megkapták a Visztulától keletre eső ún. kulmi területet (németül Kulmerland, lengyelül Ziemia chełmińska) és más, korábban a poroszok által birtokolt területeket, mely a későbbi lovagrendi állam magját képezte. A lovagrend akkori nagymestere, Salzai Hermann, (németül Hermann von Salza) megszerezte a császárság és a pápaság támogatását, mivel nagy szerepet játszott a két hatalom kibékítésében. Az ötven éven keresztül folytatott háborúk és térítések eredményeként a lovagok végül 1230-ban megalapították saját lovagrendi államukat (németül Deutschordensstaat) Marienburg (Malbork) székhellyel. A Német Lovagrend már palesztínai alapításában is nagy szerepet játszó brémai és lübecki kereskedők a lovagrend egykori szentföldi és később balti-tengeri „fuvarozóiként” fontos befolyásra tettek szert az új lovagrendi állam kiépítésében. A Balti-tenger keleti felének sok esetben a rend által birtokolt számos települése lübecki jog (németül Lübisches Recht) szerint nyert városi rangot (pl. Stettin, Danzig, Elbing vagy Memel); ezen új városok „anyavárosának” kereskedelmi szempontból is Lübeck számított. 1242-ben már írásba volt foglalva az a szerződés, melyben a Lovagrend akkori poroszországi tartomány mestere (Landmeister von Preußen), Heinrich von Wida a Szambiai-félsziget területének egyharmadát és a Prégel torkolatában városalapítási jogot ígér Lübeck városának. A Lovagrend nagymestere, Heinrich von Hohenlohe azonban nem volt hajlandó beleegyezni a landmeister által kötendő szerződés aláírásába és a stratégia fontosságú területek elvesztésébe, ezért 1244-ben elállt a megkötésétől. Ennek eredményeképpen maga a Lovagrend kezdte meg a torkolatvidék kezdetleges településeinek városokká szervezését: 1255-re Castrum de Coningsberga néven felépült Königsberg lovagrendi vára, amely körül a lovagok a szabadabb lübecki helyett a kevesebb önállóságot biztosító kulmi jog (németül Kulmer Recht) szerint három várost alapítottak: 1286-ban Altstadt, 1299-ben Löbenicht, és utolsóként, 1327-ben Kneiphof városát.

### Vallási és szellemi központ
A Kneiphof szigetét körülölelő Prégel-ágak felett épített déli Grüne Brücke és északi Krämer Brücke között hamar kialakult a város kereskedelmi magja, a Kneiphöfische Langgasse, Kneiphof észak-déli irányú „hosszú utcája”, amely a városrész II. világháborús pusztulásáig Königsberg egyik legfőbb kereskedelmi utcájának számított. A szigettől északra fekvő független Altstadt városában a Szambiai hercegpüspökség (németül Fürstbistum Samland) számára már 1297 és 1302 között épült egy szerény méretű katolikus katedrális. Egy impozánsabb templom építésének szüksége miatt a Német Lovagrend nagymestere, Werner von Orseln 1327-ben Johann Clare hercegpüspök rendelkezésére bocsájtotta a Kneiphof sziget keleti felét. Az építkezés megkezdése előtt a mocsaras területet tölgyfacölöpök ezreivel kellett beépíthetővé tenni. A korábbi altstadti katedrálist elbontották, építőelemei az új templom építéséhez lettek felhasználva. 1330-ban végül megindult egy vastag falú, védelmi rendszerrel kiegészített erődtemplom építése amit azonban a saját várának, az Altstadt felett trónoló königsbergi vár közelsége miatt a Német Lovagrend nem nézett jó szemmel. Az emiatt az építkezés beszüntetésére kényszerített hercegpüspök 1333. szeptember 13-án egy szerződés aláírására is kényszerült, melyben garantálta Lotár braunschweigi hercegnek, a lovagrend nagymesterének, hogy az építendő templom nem fog ellátni semminemű védelmi és hadászati funkciót. A dóm építésével egy időben kezdődött meg a hamar nagy jelentőségre szert tevő Dómiskola (németül Domschule) építése is a sziget északi felén.

### A tizenhárom éves háború alatt
Az 1410-es vesztes grünwaldi csata és az 1411-es, a Lengyelországgal folytatott Nagy háborút lezáró első thorni béke megkötése után a Német Lovagrendi állam gazdasága katasztrofális helyzetbe került, a háborúban megsemmisült szinte a teljes haderő, a bevételek csökkentek, az adóterhek növekedtek, a Lengyelországnak fizetendő jóvátétel pedig a pénzügyi csőd szélére sodorta az államapparátust.  Az utóbbit elkerülendő, a rend folyamatosan növelte a porosz világi rendek és a Hanzavárosok által fizetendő adók mértékét, viszont továbbra sem engedélyezte beleszólásukat az államügyekbe. 1411 után az egyre elégedetlenebb rendek, a livóniai papság és számos poroszországi kereskedő- és Hanzaváros, az élükön Danzig városával megkötötték a Gyíkok ligáját (németül Eidechsenbund), majd a poroszországi városok a Porosz Szövetséget (1440), s katonai támogatást kértek Lengyelországtól, hogy megszabaduljanak a lovagrend uralmától. Az 1440-ben alapított szövetség alapítótagjai közt szereplő, a Königsberget alkotó mindhárom város, Altstadt, Kneiphof és Löbenicht magisztrátusai IV. Kázmér lengyel király támogatásával 1454-ben fellázadtak a Rend ellen. A königsbergieket vezető altstadti polgármester, Andreas Brunau célja az volt, hogy danzigi mintára Königsberg is szabad városi rangot kapjon és hogy megszerezze a Szambia feletti uralmat.  A város kézműves- és kereskedőrétegének nyomására azonban Altstadt és Löbenicht városai már 1455-re kénytelenek voltak visszaállni a Rend oldalára, aminek eredményeként a königsbergi felkelők visszahúzódtak a továbbra is Porosz Szövetség oldalán harcoló Kneiphof szigetére. A Lovegrend nagymestere, Heinrich Reuß von Plauen sikertelen támadásokat intézett Kneiphof ellen, ám az város felmentésére érkező danzigi hajók támadásait sikerült visszavernie, a már éhező Kneiphofot azonban az I. Keresztély dán király által küldött hajók megérkezte után, július közepére tudta csak véglegesen elfoglalni. A Rend iránt továbbra is bizalmatlan Kneiphof városi jogait a nagymester 1455-ben megerősítette, melynek eredményeképp a háború 1466-ban történő befejeztéig a város a Rend oldalán maradt.

### II. világháború és a szovjet időszak

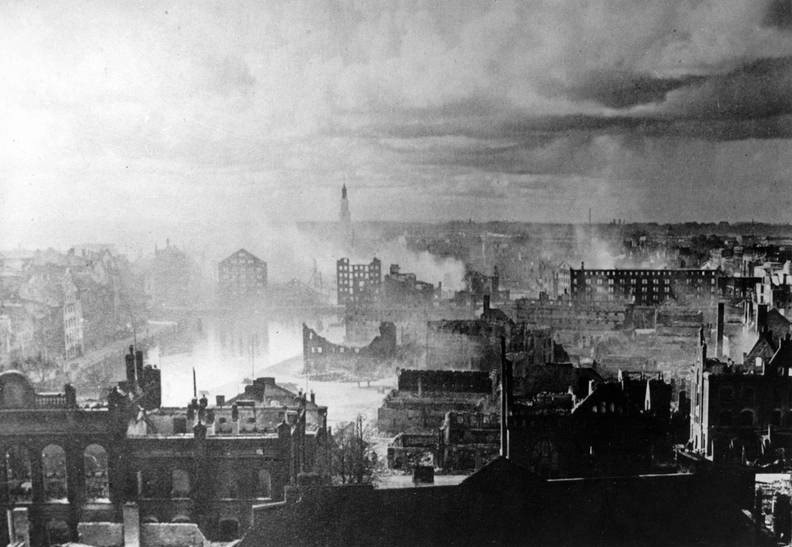
Königsberg az 1944-es légitámadás után (balra a Kneiphof)

A Königsberget 1944. augusztus 26-áról 27-ére, illetve 29-éről 30-ára virradó éjszaka alatt ért brit légitámadások során a történelmi belváros többi részéhez hasonlóan a Kneiphof teljes egésze is kiégett. Ugyan a sziget maga nem minősült stratégiai célpontnak, a sűrűn beépített Kneiphofot ért bombázás és tűzvihar következtében a sziget szinte minden épülete lángba borult. Egy túlélő beszámolója szerint a város náci vezetése megtiltotta a Kneiphof oltását, így a sziget lakosságának csaknem egésze odaveszett, épületállománya jórészt elpusztult. A légitámadás következtében teljesen leégett az egykori egyetem, a Kneiphofi Városháza és a Dóm; a dómban található Wallenrodt könyvtár, illetve a legtöbb nagymesteri és hercegi síremlék is részben vagy egészben elpusztult.
A königsbergi dóm a bombázások ellenére is állva maradt falait a königsbergi csatában a várost 1945 április 9-éig erős tüzérséggel bevevő, majd szisztematikus gyújtogatásba kezdő szovjet csapatok tovább pusztították. A hadműveletek befejeztére a városközpont 90% elpusztult és sok más német városhoz hasonlóan kiterjedt rommezővé vált, a lakosság nagy része vagy meghalt vagy elmenekült, csupán egy kisebb hányada maradt a városban. A megmaradt német lakosságot 1947 és 1951 között szovjetunióbeli munkatáborokba vagy az NDK területére telepítették ki.
A háborúban szinte teljesen elpusztult Königsberg a világháború végével Kelet-Poroszország északi részével együtt a Szovjetunió fennhatósága alá került. Az 1946-ban Kalinyingrádra átnevezett városból a szovjet vezetés szocialista mintavárost kívánt létesíteni, melyben nem volt helye semmi a város német illetve királyi múltjára utaló emléknek, melyekben „a porosz militarizmus és fasizmus szimbólumait” látták. A város újjáépítése ezért fel sem merült, ehelyett a Kneiphof épületállományát téglává bontották és uszályokra pakolva Leningrád újjáépítéséhez szállították el. Az építőanyag-lelőhellyé degradálódott sziget épületállományából egyedül a dóm maradt meg, melynek kiégett romjait átadták az enyészetnek, míg az azt körülölelő egykori óváros romjait nyomtalanul eltüntették.
A város szovjet újjáépítése során a Kalinyingrádot észak-déli irányban átszelő, 4-6 sávos Lenin sugárút (oroszul Ленинский проспект – Leninszkij proszpekt) kialakításának részeként a sziget felett egy 550 méter hosszú betonfelüljáró épült, amely a mai napig meghatározza a terület képét. A ma parkosított sziget 1984-óta egy szoborparknak ad otthont.

## Részei
A Königsberget alkotó három, adminisztratív, egyházi, igazságszolgáltatási és oktatási szempontból önálló, saját városházával (lásd: Königsbergi városházák) és piaccal rendelkező város egyikeként Kneiphof az 1724-ben I. Frigyes Vilmos porosz király kezdeményezte közigazgatási reformig megtartotta önállóságukat. A tulajdonképpeni, a Prégel szigetét elfoglaló város a középkor folyamán kiterjesztette hatalmát a folyó déli partja mentél található néhány területre, falura és uradalomra, melyeket vagy önálló önkormányzattal rendelkező ún. freiheitként (német Freiheit, "[a hűbérúrtól] szabad terület" jelentésben), vagy alacsonyabb jogállású negyedekként  (német Stadtteil), illetve uradalmakként szervezett meg:
- Vorstadt (freiheit) – 1329 óta Kneiphöfische Vorstadt (magyarul „kneiphofi előváros") néven Kneiphofhoz tartozó előváros, később freiheit.
- Haberberg (városrész) – Unterhaberberg és Oberhaberberg lovagrendi alapítású falvak, 1522-től Haberberg néven Kneiphof városrésze
- Alter Garten (falu) – (magyarul „öreg kert") főleg földművelésből élő lovagrendi alapítású falu, 1522-től Haberberg és így Kneiphof része
- Nasser Garten (falu) – (magyarul „nedves kert") a Prégel által rendszeresen elöntött, főleg földművelésből élő lovagrendi alapítású falu, 1522-től Haberberg és így Kneiphof része

1724 után a Königsberggé egyesített Kneiphof, Altstadt és Löbenicht Poroszország egyik körzeti jogú városa (Stadtkreis), bár a város nevét adó königsbergi kastély és a hozzátartozó városrészek még egy további, 1808-as reformig megmaradtak önállónak. 1808 után az egykori városok kerületekké (németül Kreis), a freiheitjaik és egyéb területeik pedig azok városrészeivé (németül Stadtteil) szerveződtek.

## Hídjai
A szigetet a königsbergi hidak problémája révén kultúrtörténeti szempontból is jelentős hidak kötötték össze a szárazfölddel:
- Krämerbrücke („Szatócs-híd") – a sziget északnyugati fele és Alstadt között. Az 1286-ban épült és a II. világháborúban elpusztult híd helyén ma a szigetet átszelő Lenin-sugárút 27 méter széles beton felüljárója áll.
- Schmiedebrücke („Kovács-híd") – a sziget északkeleti fele és Alstadt között. Az 1330-ban épült hidat 1945-ös pusztulása után nem állították helyre, ma csak a hídfők alapzatai láthatóak.
- Honigbrücke („Méz-híd") vagy Dombrücke („Dóm-híd") – a sziget keleti fele és a Lomse városrész között. Az 1542-ben épült híd egyedüliként vészelte át a II. világháborút. Ma Méz-híd néven (oroszul Медовый мост – Mjedovij moszt) gyalogos híd.
- Köttelbrücke („Segéd-híd") – a sziget délkeleti fele és a Vorstadt között. Az 1377-ben épült hidat 1945 után nem állították helyre.
- Grüne Brücke („Zöld-híd") – a sziget délnyugati fele és a Vorstadt között. Az 1322-ben épült és a háborúban elpusztult híd helyén ma a szigetet átszelő Lenin-sugárút 27 méter széles beton felüljárója áll.

A königsbergi Prégel-hidak sematikus ábrázolása
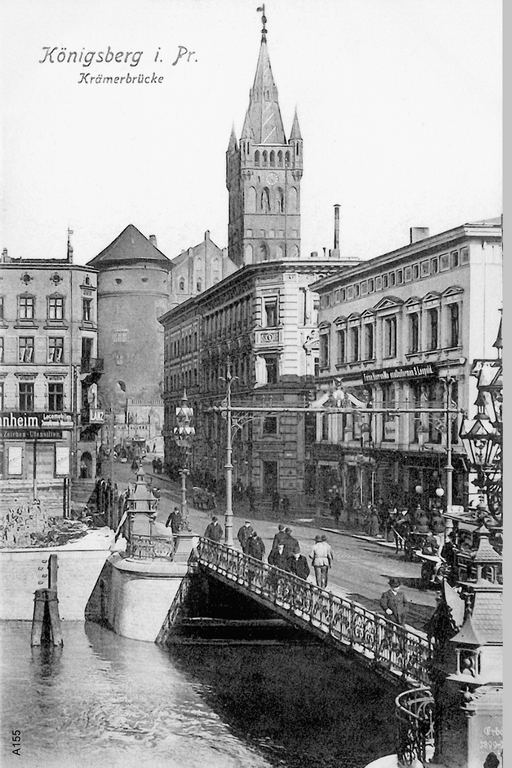
Krämerbrücke
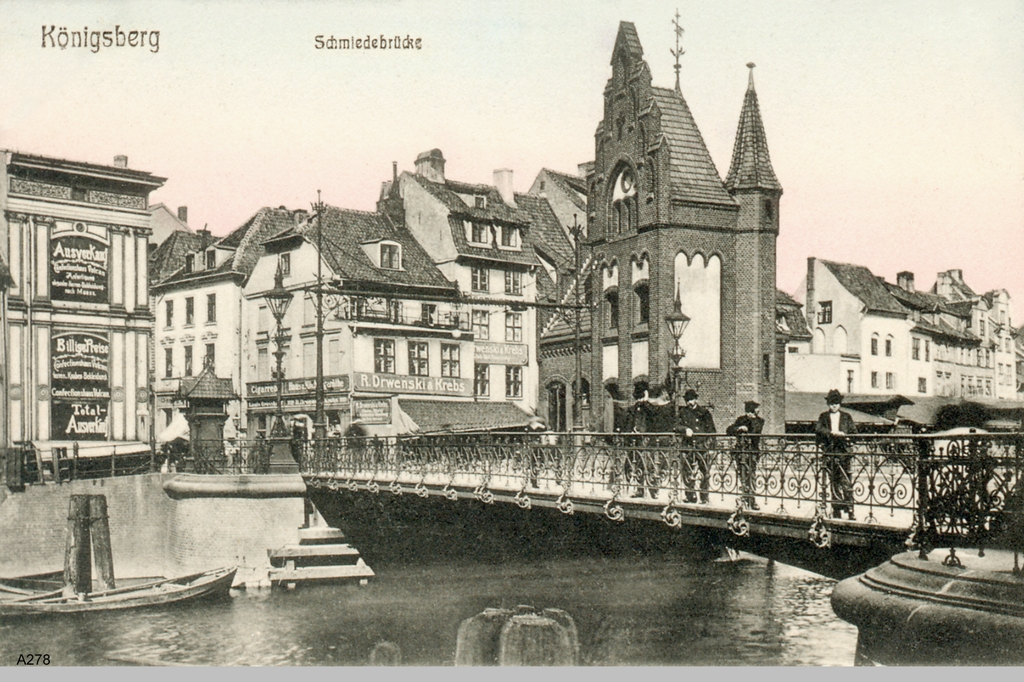
Schmiedebrücke
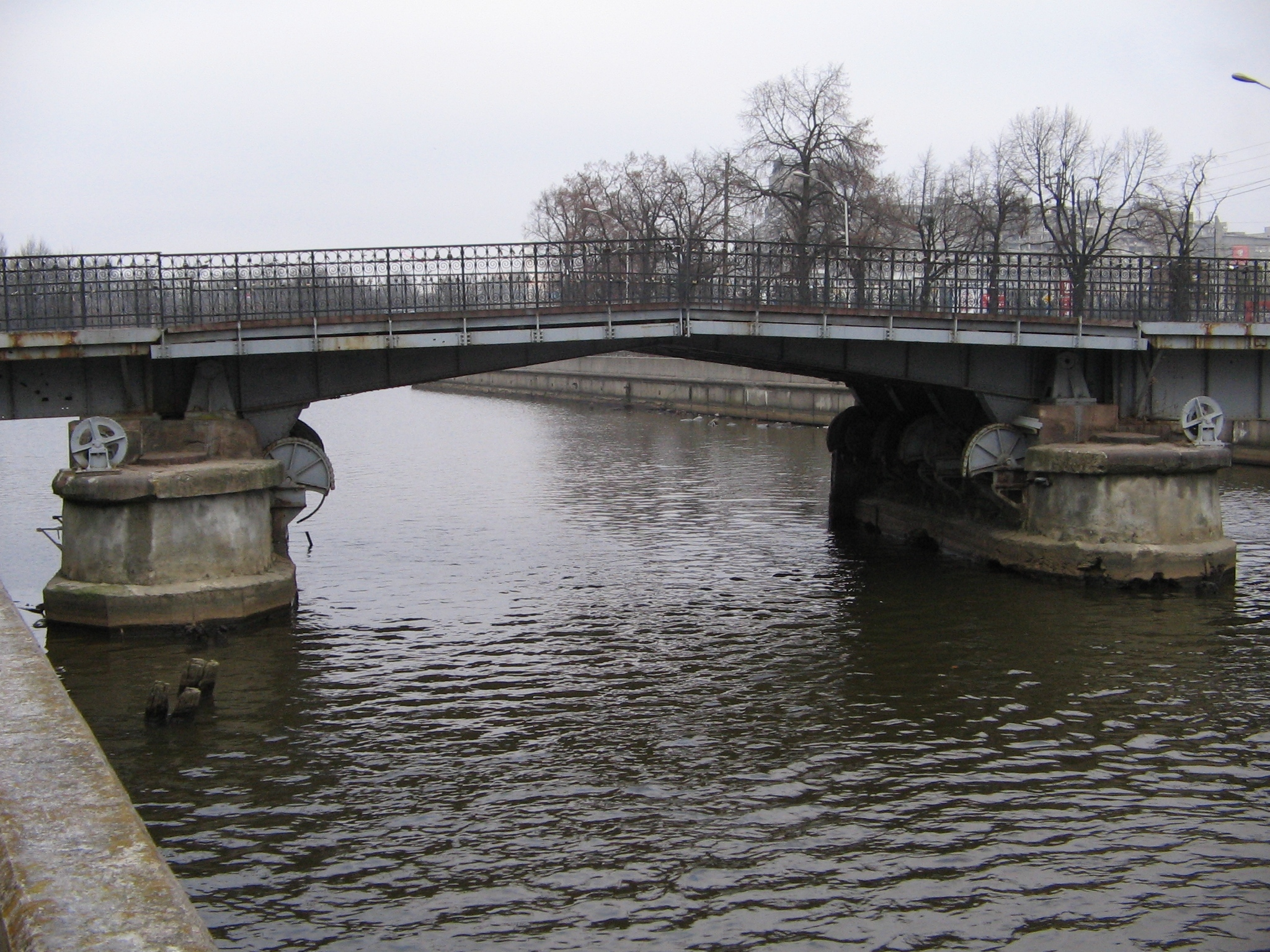
A Honigbrücke ma
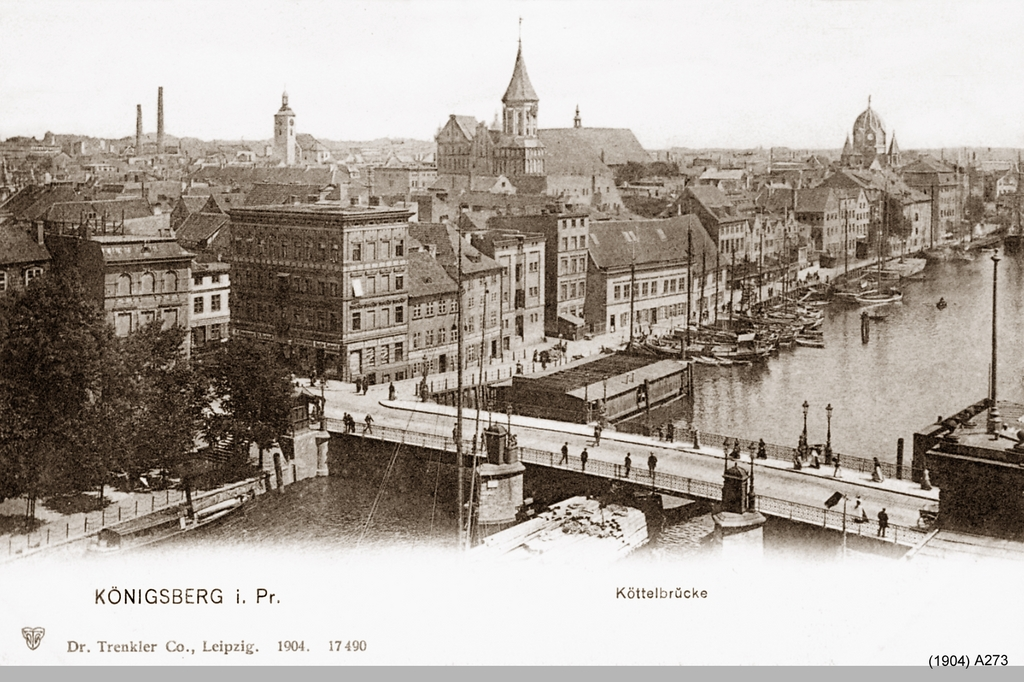
Köttelbrücke
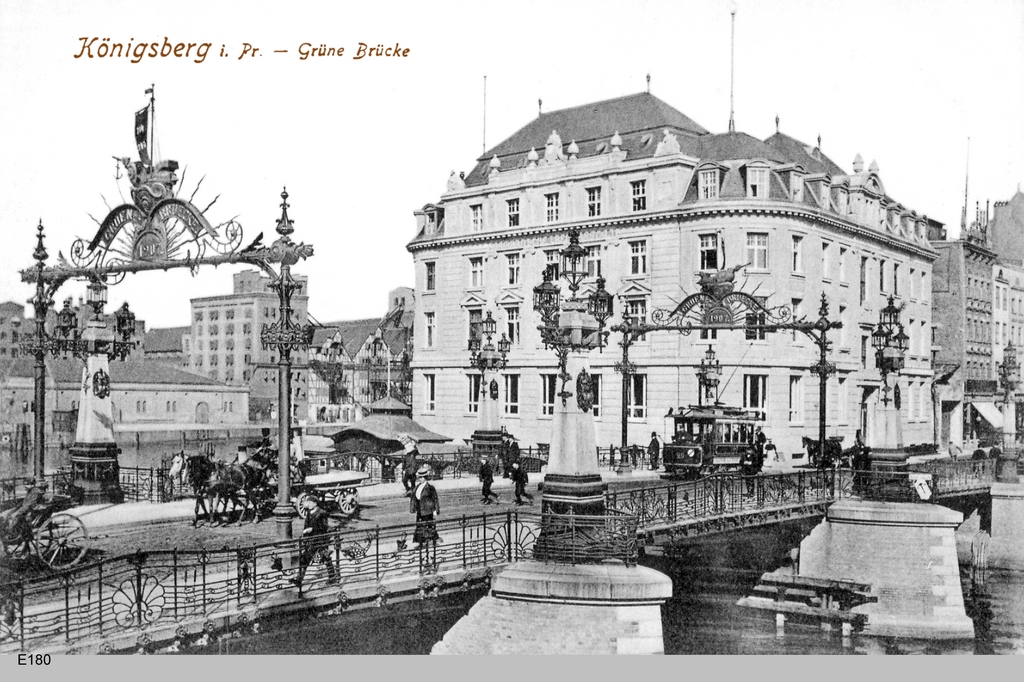
Grüne Brücke
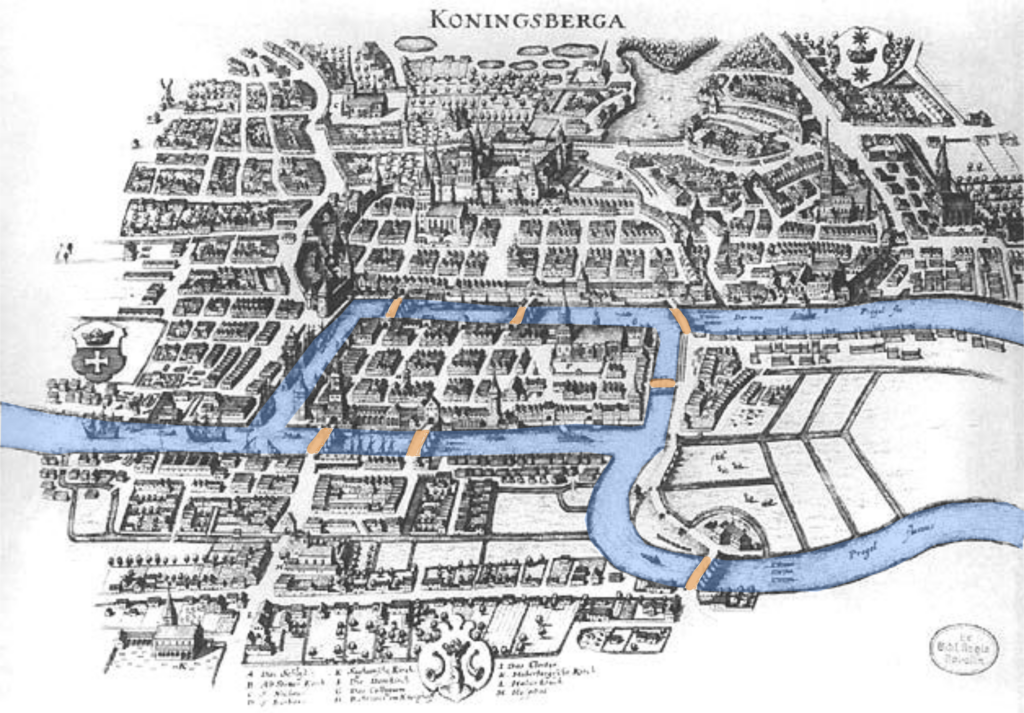
A königsbergi hidak problémája
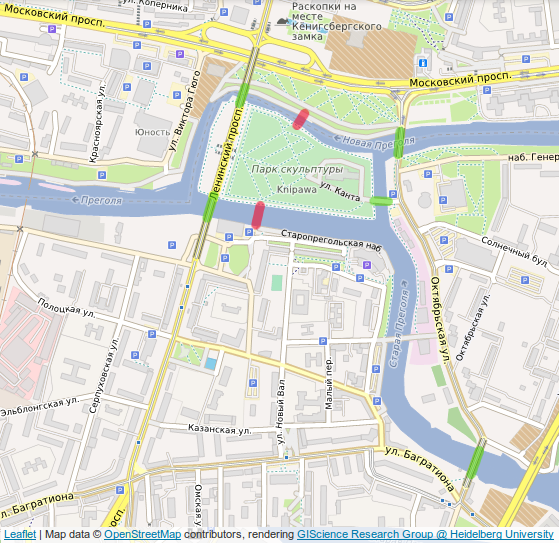
A Kneiphof hídja ma

## Funkciói

### Szellemi központ
A reformációval a dómban és közvetlen környezetében alakult ki Königsberg két fő szellemi intézménye: 1544-ben a székesegyház északi tőszomszédságában nyitotta meg kapuit az Albert herceg által alapított Albertina egyetem; a dóm déli tornyában pedig 1650-ben került elhelyezésre Martin von Wallenrodt kancellár 2000 kötetes könyvgyűjteménye. A Wallenrodt-könyvtár (németül Wallenrodtsche Bibliothek) gazdagon díszített helyiségeit 1673-ban nyitották meg a nagyközönség előtt. A székesegyház, az egyetem és egy regionális jelentőségű könyvtár otthonaként Kneiphof városa a Königsberget alkotó települések közül egyértelműen a vallási és oktatási központ szerepét töltötte be, míg a szemben fekvő, a vár körül kialakult és az államigazgatás szerveinek otthont adó Altstadt a város hatalmi központjaként szolgált.
A sziget épületállományának II. világháborúban történt elpusztulása után a szovjet időkben a terület beépítetlen maradt, a dóm kiégett romjait átadták az enyészetnek. Az elhordott épületek helyén később egy park, a 70-es években egy szoborpark került kialakításra. A kulturális élet csak a dóm a 90-es években történt újjáépítése és koncertteremként való használatbavétele után tért vissza, ha más formában is, a szigetre.

### Kikötő

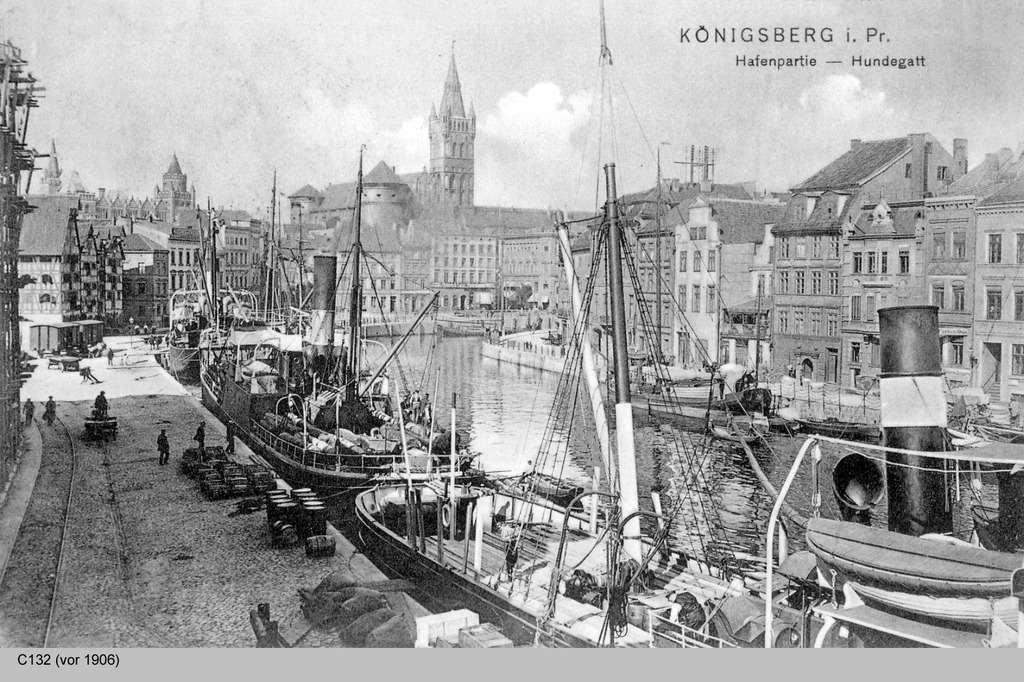
A régi kikötő a Hundegatt mentén. Balra a Lastadie raktárnegyede, jobbra a Kneiphof, háttérben a kastély

A sziget fekvésének köszönhetően korán megteremtette a kapcsolatot a belvízi hajózás és a tengeri szállítás között, így a Kneiphof  nyugati részén, a Hundegatt mentén alakult ki a város első tengeri kereskedelmet is folytató kikötője. Ez, az ún. belvárosi kikötő (németül Innenstädtischer Hafen) már a középkor folyamán regionális jelentőségre tett szert, a Német Lovagrend innen bonyolította a borostyánnal, rézzel, viasszal prémekkel, hallal, gabonával és fával való kereskedelmet. Kneiphof 1340-es csatlakozása a Hanza-szövetséghez tovább fokozta a kereskedelmi fellendülést. 1682-től a kneiphofi városi tanács megkezdte a rakpartok kiépítését, a Hundegatt szemközti partján, a Lastadie városrészben pedig felépültek a más Hanza-városokra is jellemző többemeletes favázas raktárépületek. Az élénk vízi és közúti forgalmat bonyolító kikötő az 1924-re a Kneiphoftól nyugatra fekvő Contienen városrészben kialakított nagyszabású ipari és kereskedelmi kikötő kialakításával vesztette el jelentőségét. A II. világháborút és a szovjet rombolásokat csak a rakpartok alapzatai vészelték át.

### Piacok
A sziget északi partján, a Krämerbrücke és Schmiedebrücke között volt található az Alsó Halpiac (németül Unterer Fischmarkt), ahol a Friss-öböl halászai és halkofái árulták a napi zsákmányt. Különlegességnek számított a piaci halkofák által fakádakban kínált füstölt angolna és a füstölt lepényhal, illetve a még élve árult édesvízi halak, például a csuka és a süllő. A halpiacot övező számos kocsmában, valamint a híres „pacalpincékben" (németül Fleckkeller) árultak a város különlegességének számító savanyú pacallevest, a Königsberger Flecket. A déli parton húzódó Junkergarten zöldségpiacként funkcionált.

### Infrastruktúra
Kneiphof sűrűn beépített szigete a hidak révén is Königsberg városszövetének szívében feküdt. A város II. világháborúban történt elpusztulásáig két fő ütőér határozta meg a sziget közúti szerkezetét:
- Kneiphöfische Langgasse („kneiphofi hosszú utca") – a Kneiphof legfőbb ütőere, a szigetet észak-déli irányban a Krämerbrücke és a Grüne Brücke közt átszelő széles út. A 19. századtól itt telepedtek meg a város és Németország nagyobb pénzintézetei (pl. a Dresdner Bank vagy a Commerzbank), itt haladt át a villamoshálozat számos vonala. A háborúban elpusztult út és a hidak helyén ma a sziget és a két Prégel-ág felett átívelő Lenin sugárút 550 méter széles, 27 méter széles beton felüljárója áll.
- Brodbänkengasse („kenyérpultok utcája") – a sziget a Kneiphöfische Langgasséból a dóm előtti Großer Domplatz felé vezető kelet–nyugati főutcája. Az utcán pultokon kenyeret árusító pékekről elnevezett utcában állt a sziget, később (1724-1927) az egyesített Königsberg közigazgatási központja, a Kneiphöfisches Rathaus. A szovjet időkben az utca összes épületét és nyomvonalát is eltüntették.

1946 után a szovjet várossá avanzsált Kalinyingrádban nagyszabású sugárutak kiépítését kezdték meg a szovjet hatóságok. Ezek egyike szeli át a mai napig is a szigetet:

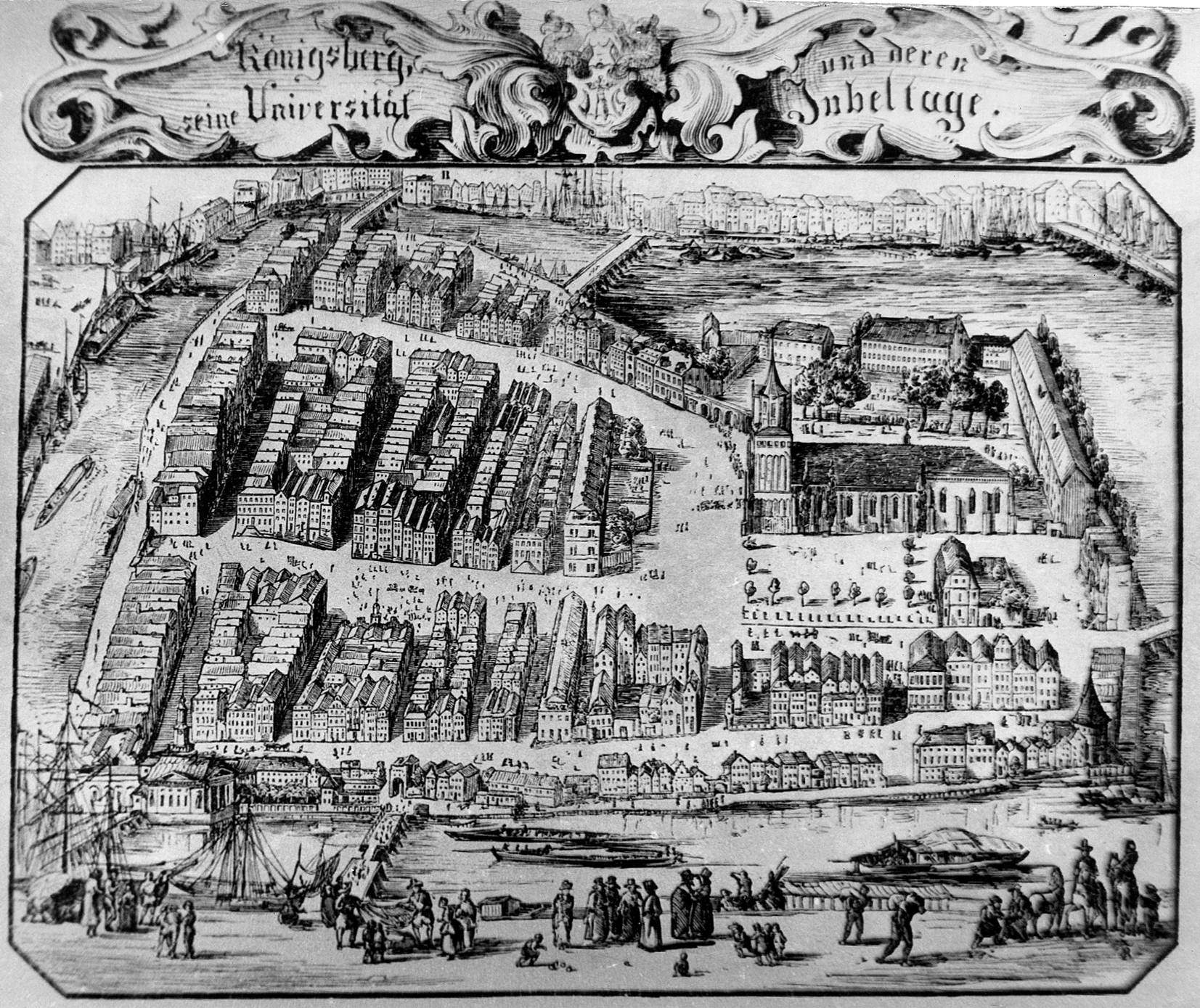
Lenin sugárút (Ленинский проспект – Leninszkij proszpekt) – a számos egykori königsbergi út nyomvonalát kisebb-nagyobb módosításokkal követő, majd 3 km hosszú, 4-6 sávos  sugárút Kalinyingrád legfontosabb a várost észak/északnyugat–déli irányban átszelő ütőere. A Győzelem terétől a ledózerolt egykori belvároson át a Főpályaudvar (oroszul Калининград-Пассажирский – Kalinyingrád Passzazsirszkij) előtti Kalinyin térig (oroszul Площадь Калинина – plosagy Kalinyina, hajdani Reichsplatz) vezető sugárút egy 550 méter hosszú, 27 méter széles felüljárója az egykori Grüne Brücke – Kneiphöfische Langgasse – Krämerbrücke nyomvonalát követve vezet át a Kneiphof sziget felett.   - A Kneiphof utcái egy történelmi metszeten
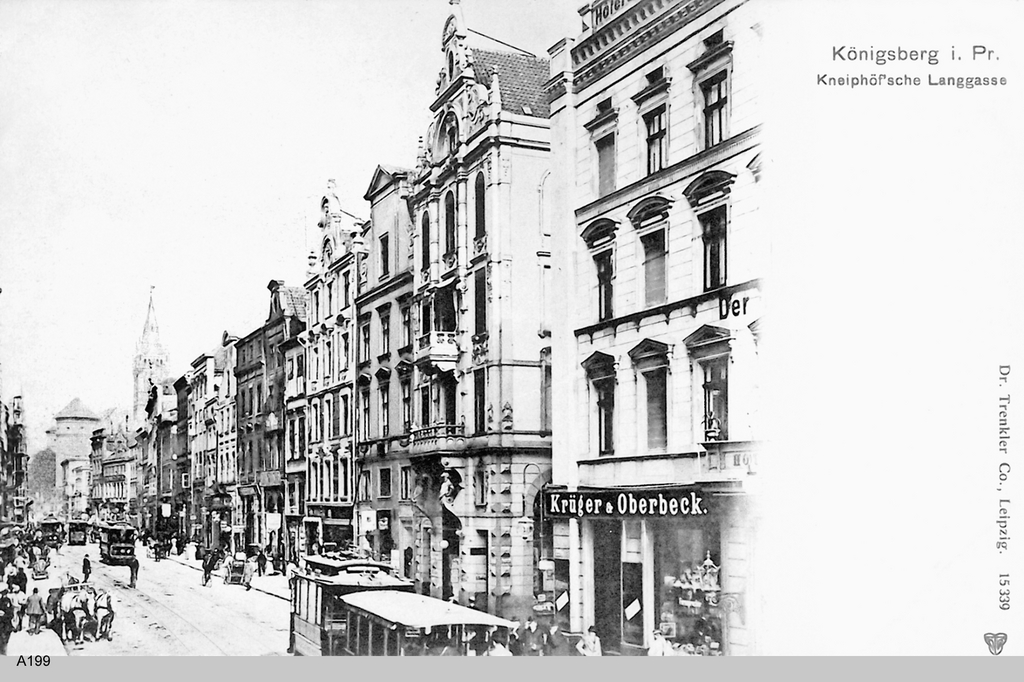
A Kneiphöfische Langgasse keleti házsora
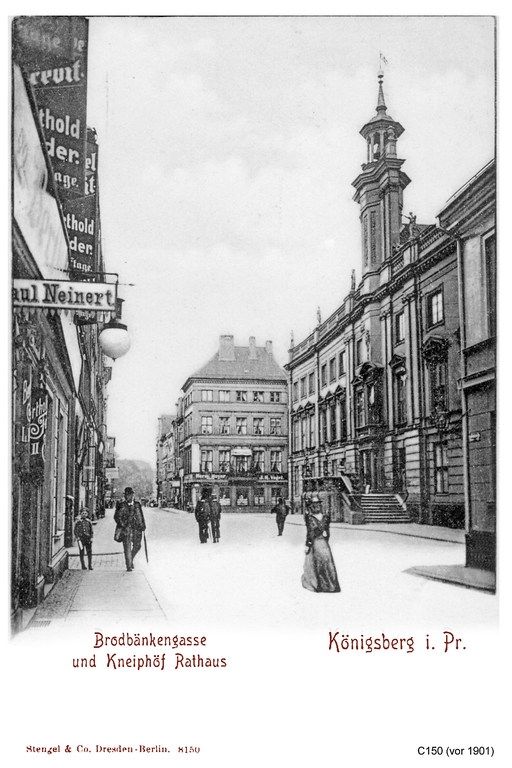
A Brodbänkengasse a városházával
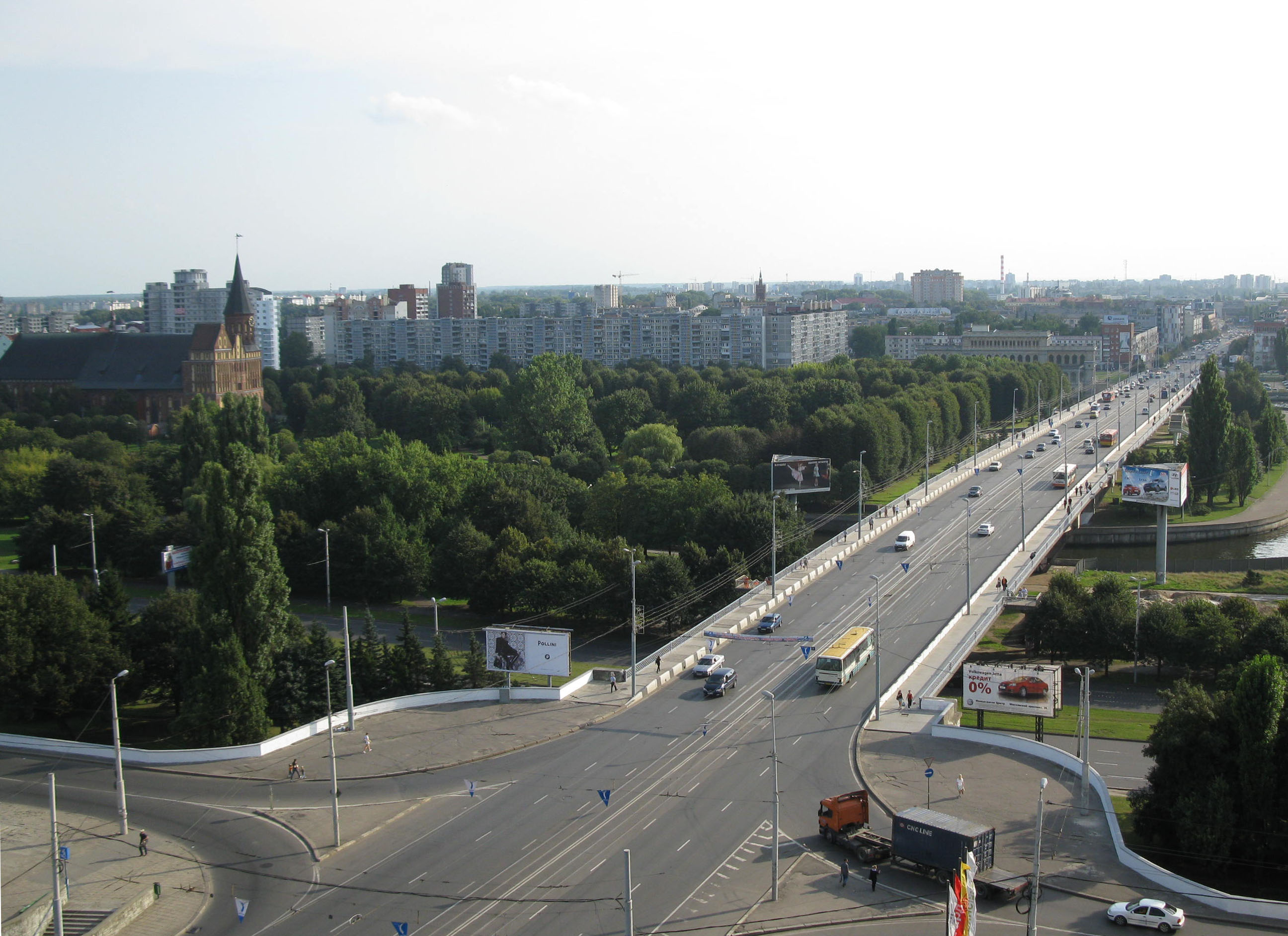
A Kneiphof felett átívelő Lenin sugárút két hídja, balra a königsbergi dóm
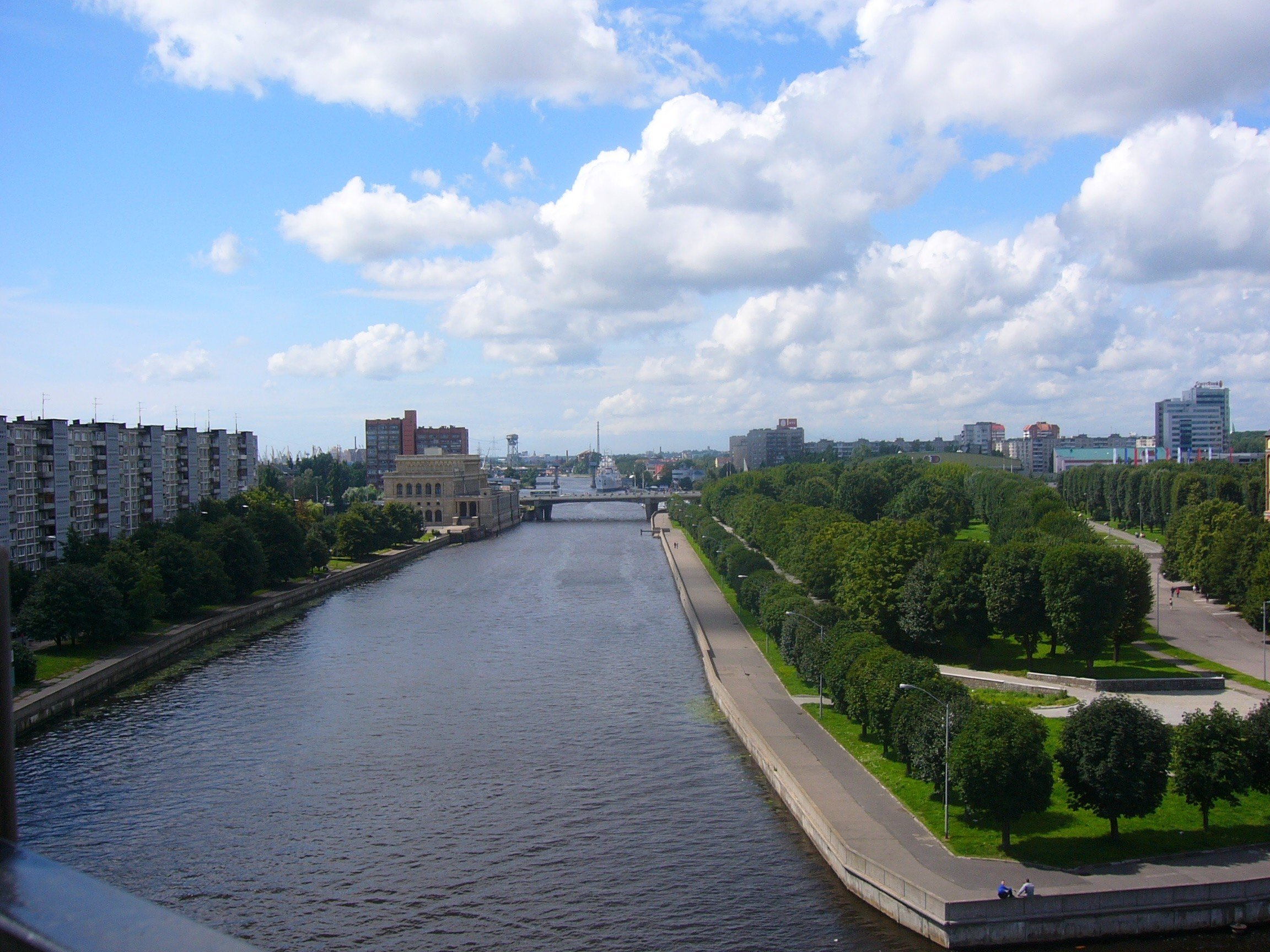
A Prégel a Kneiphof déli oldalával (jobbra), háttérben a Lenin sugárút hídja
  - A Kneiphöfische Langgasse keleti házsora
  - A Brodbänkengasse a városházával 
  - A Kneiphof felett átívelő Lenin sugárút két hídja, balra a königsbergi dóm
  - A Prégel a Kneiphof déli oldalával (jobbra), háttérben a Lenin sugárút hídja

## Fontos épületei

### A Kneiphof sziget főbb épületei

#### Königsbergi dóm

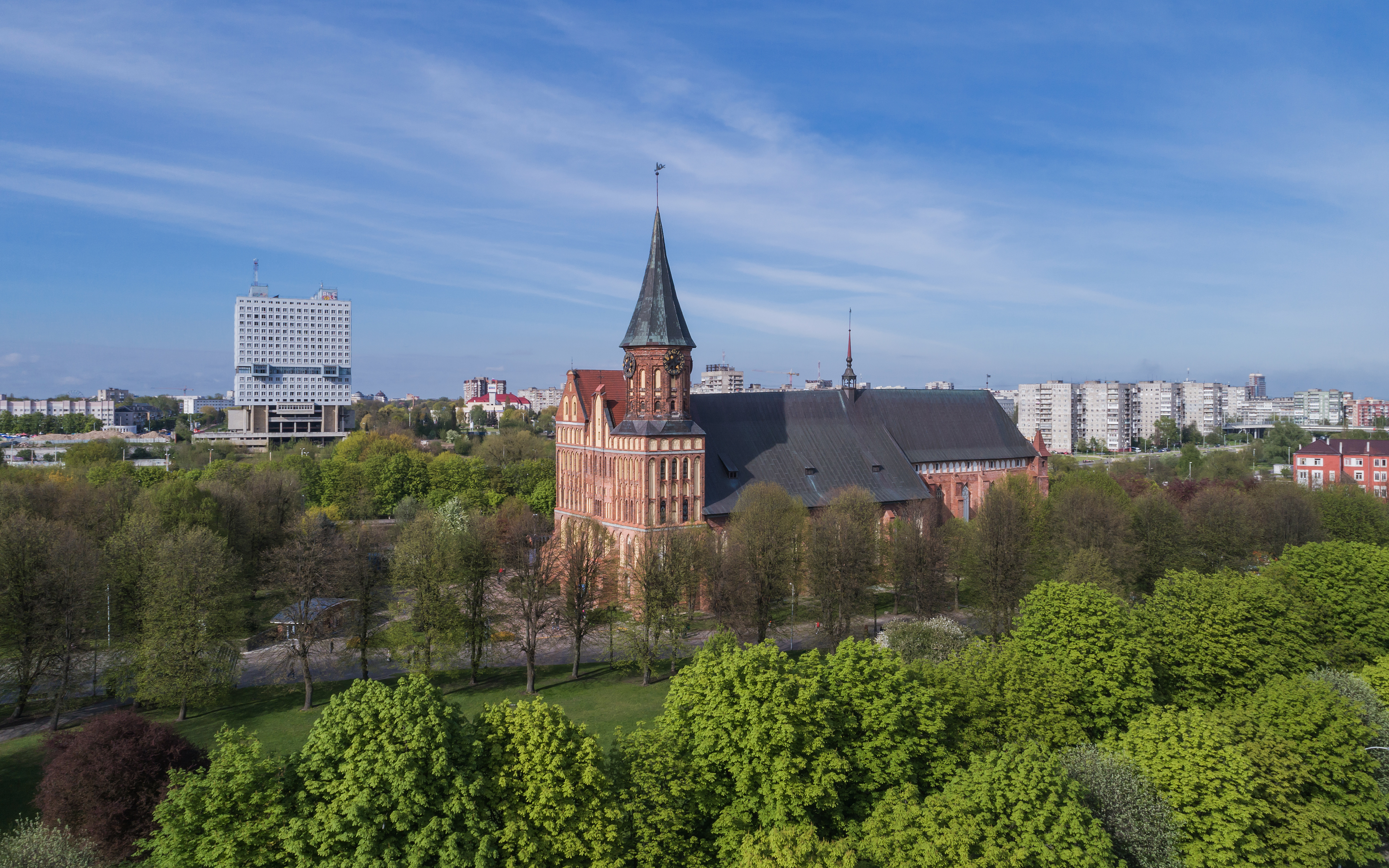
A königsbergi dóm mai képe

A Szűz Máriának és Szent Adalbertnek szentelt templom a Német Lovagrend által a poroszoktól elfoglalt területen alapított Szambiai (vagy Szamlandi) hercegpüspökség székhelyéül épült 1330 és 1360 között. A protestáns Porosz Hercegség megalapítása után a lutheránus königsbergi Albertina Egyetem egyetemi templomaként működött. A templom északi falánál áll Immanuel Kant mauzóleuma. A Königsberget 1944-ben ért brit bombatámadásban kiégett templom romjait csak a Szovjetunió felbomlása után építették újjá. Rekonstrukciója óta az épületet kiállítások és koncertek rendezésére használják, csupán oldalkápolnáiban tartanak lutheránus és ortodox istentiszteleteket.

#### Kant síremléke

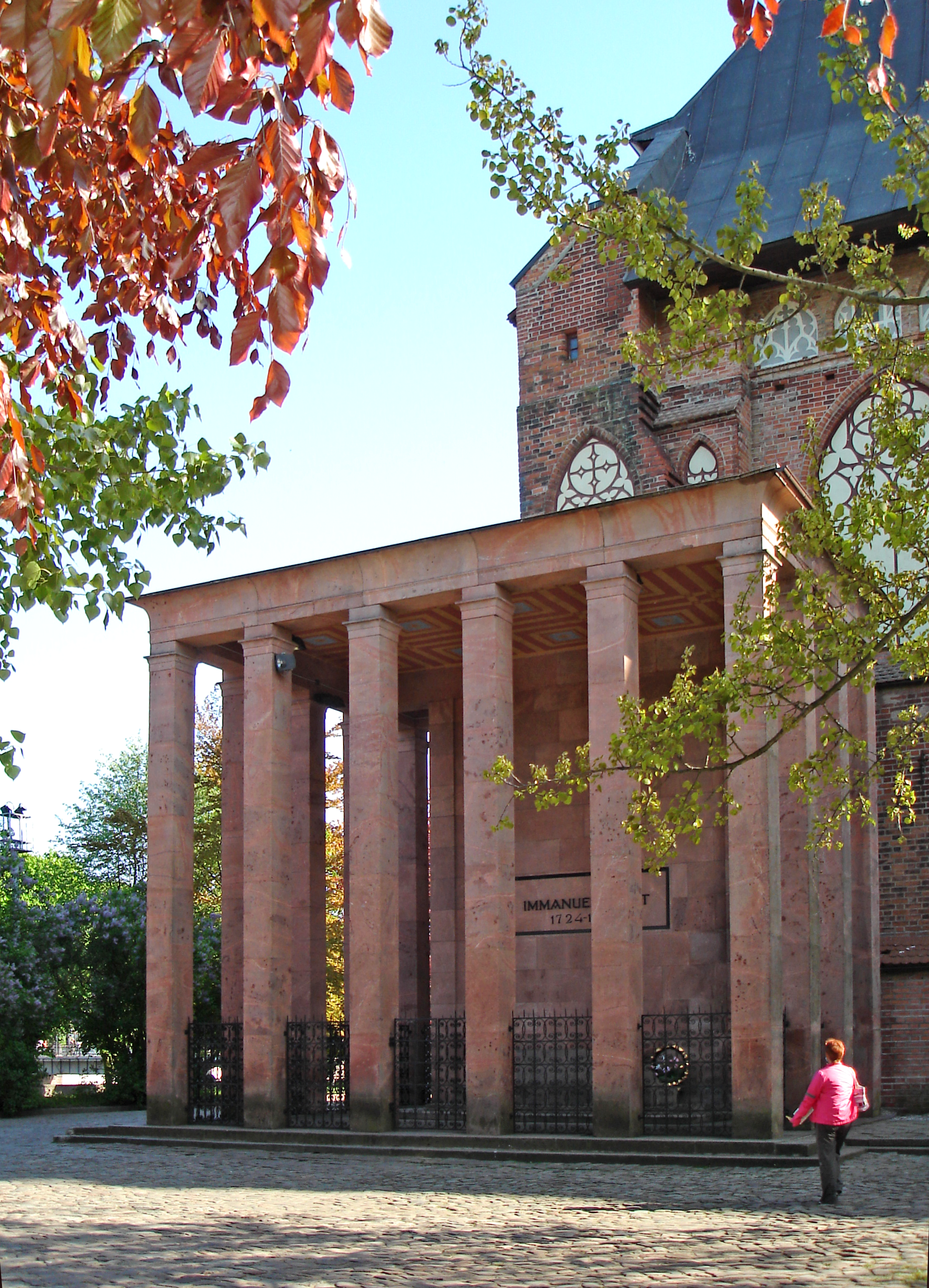
Kant síremléke a königsbergi dóm oldalában

Kant 1804-es halála után a dóm északi felén, az Albertina egyetem oktatóinak végső nyughelyéül szolgáló „professzorok boltozata" (németül Professorengewölbe) alatt helyezték örök nyugalomra. 1804-től 1880-ig Kant sírja a boltozatból átalakított ún. Stoa Kantiana előcsarnokának keleti végében, a dóm északkeleti sarkában lett kialakítva. 1924-ben, Kant születésének 200. évfordulóján a königsbergi Művészeti Akadémia építészprofesszorára, Friedrich Lahrs tervezésében a bauhaus és a lovagrendi gótika elemeit ötvöző kenotáfium épült az egykori neogót kápolna helyére. A fémrácsokkal övezett rochlitzi porfíros gránitból készült szabad oszlopok építésével lezárhatóvá vált a síremlék. A II. világháború pusztításait átvészelő síremlék a dóm romjaival együtt nem jutott a régi Königsberg szinte valamennyi más nevezetességének sorsára, hisz a kommunista vezetés Kantot annak a Georg Wilhelm Friedrich Hegel elődjének tekintették, akinek filozófiája nagy hatással volt Karl Marx tanaira. A háború után újonnan betelepített kalinyingrádi lakosság körében kialakult a hagyomány, hogy a menyasszony és vőlegény esküvői ékszereit Kant sírjára helyezik.

#### Königsbergi egyetem

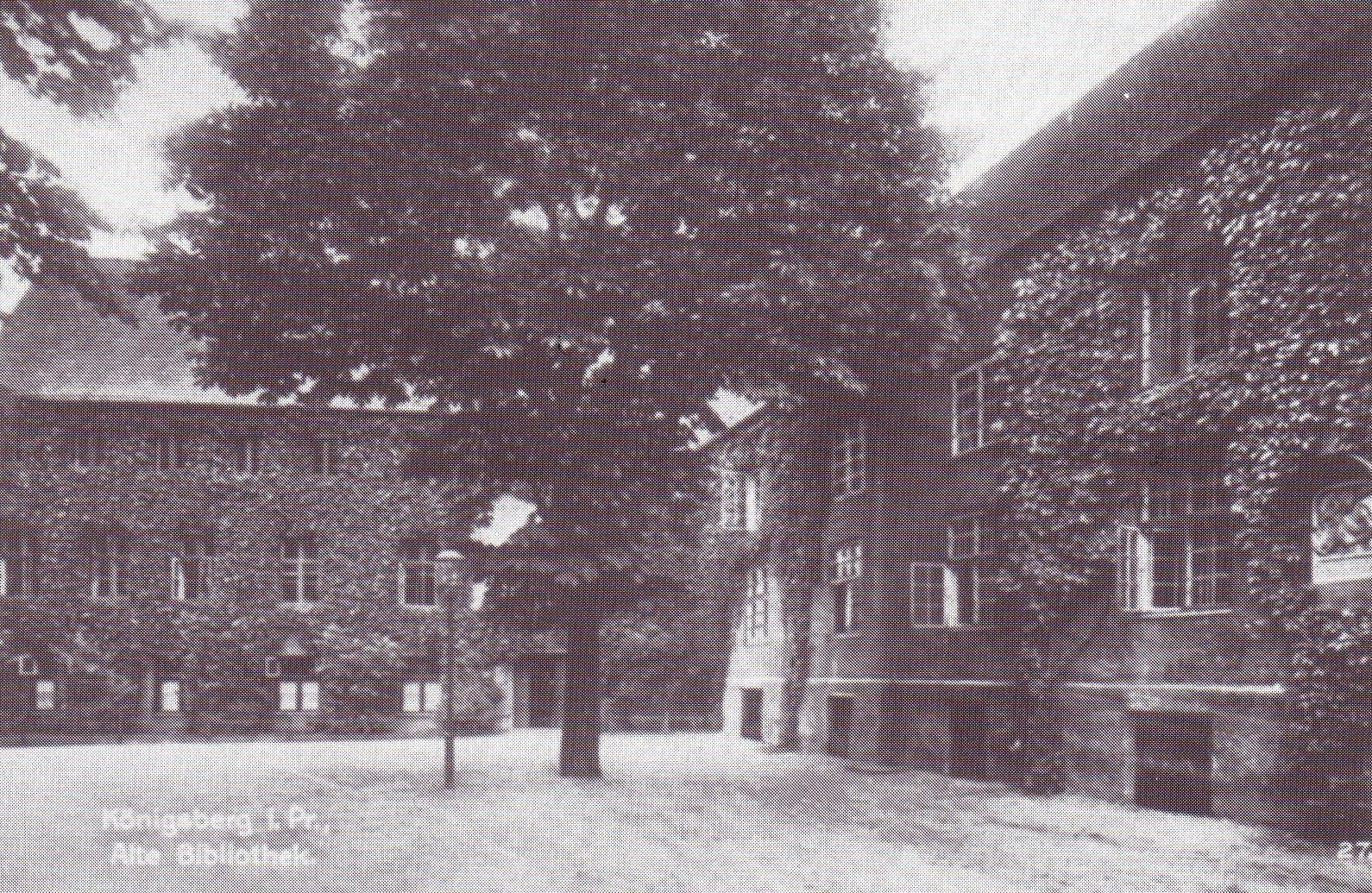
Az egyetem régi épülete mint városi könyvtár

Az egyetem történelmi magja a königsbergi dóm mellett, a sziget északkeleti csücskét 1945-ig elfoglaló Collegium Albertinum volt. Az alapító Albert herceg által emelt, az auditorium maximumnak, tanári lakásoknak valamint a diákbörtönnek (németül Kerzer) helyet adó szerény méretű épület már Kant rektorsága idején is szűkösnek bizonyult, a legtöbb előadást a professzorok magánlakásaiban tartották. Az egyetem új épületének 19. század közepi megépülte után a kneiphofi épületek a város könyvtárának és levéltárának adtak otthont.

#### Kneiphofi városháza

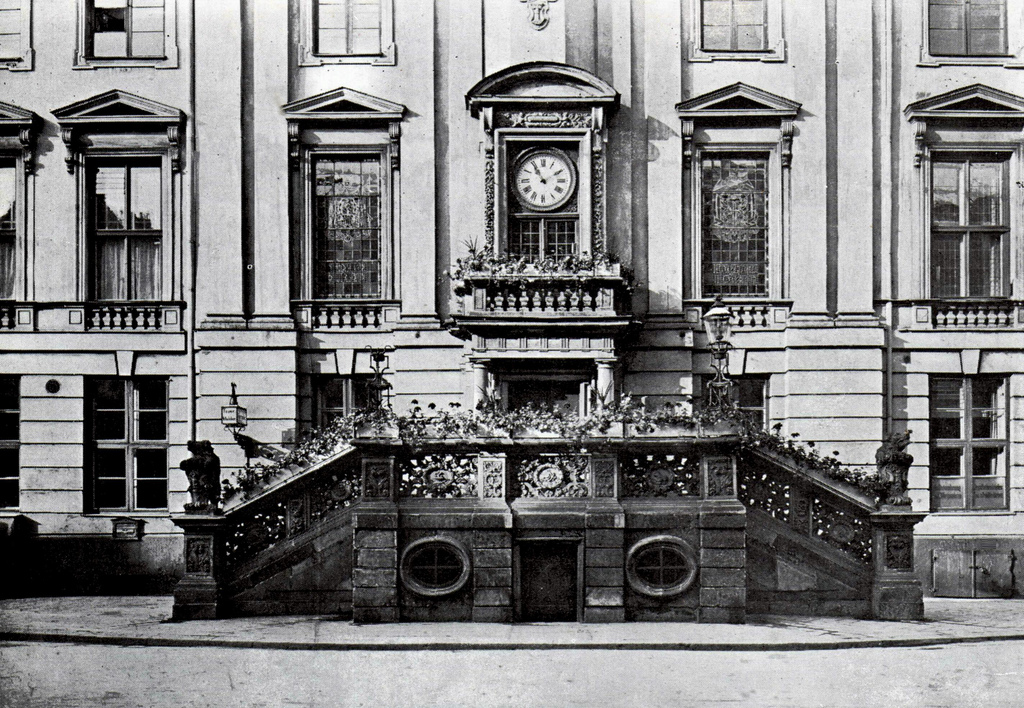
A kneiphofi városháza főhomlokzata

Kneiphof mint önálló város 1374 és 1724 között saját városházával (németül Kneiphöfisches Rathaus) rendelkezett. A sziget kelet-nyugati főutcájában, a Brodbänkenstraßén álló épület 1695 és 1697 között barokk stílusú átalakítást kapott pilaszterekkel, harangtoronnyal, tetőszobrokkal és az aranyozott lépcsősort díszítő pajzstartó medveszobrokkal. Kneiphof, Altstadt és Löbenicht 1724-ben Königsberggé történt egyesítésével a kneiphofi városháza lett az egyesített városi közigazgatás székhelye. 1927-ben a városvezetés a Königsberg északi részén álló, Hans Hopp által expresszionista stílusban épült Stadthausba költözött át. A funkcióját vesztett kneiphofi épületben az újonnan létrehozott Várostörténeti Múzeum (németül Stadtgeschichtliches Museum) lelt otthonra. Az épület a múzeumi gyűjteménnyel együtt az 1944-es brit légitámadások során pusztult el.

#### Artushof

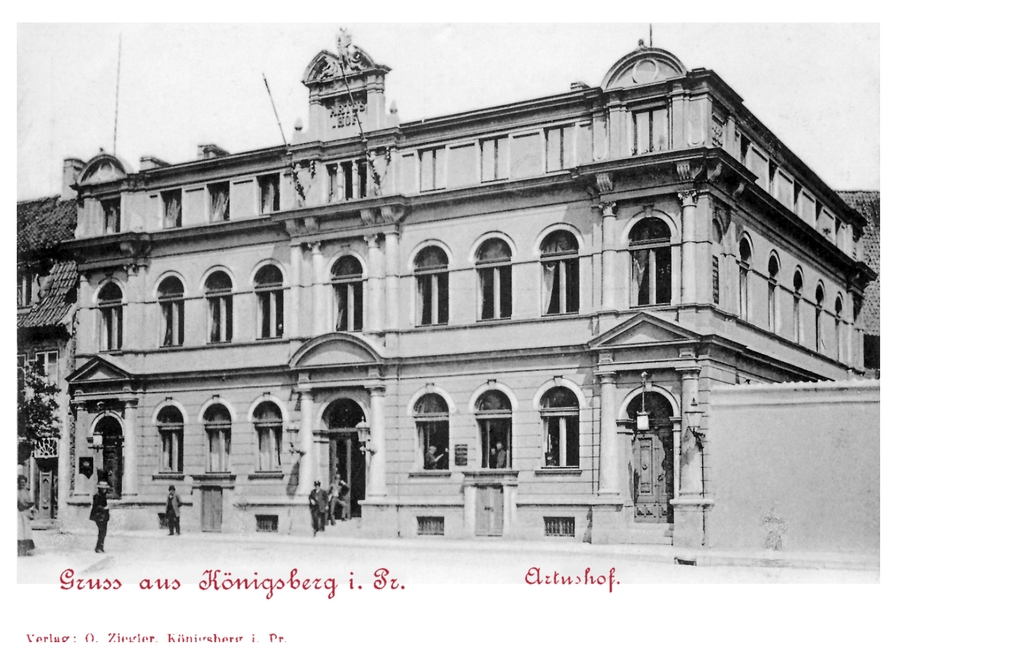
Az Artushof

Az Artushof (magyarul Artus udvar) a térség városaiban található más Artus udvarokhoz hasonlóan Königsbergben rendezvények és társasági események megtartására használt épület volt. A közvetlenül dóm mellett álló neoreneszánsz épületet a Kereskedők Egyesülete (németül Kaufmännischer Verein) építtette 1883-ban, nagy bálterme a város társadalmi életének fontos színhelye volt. Húszéves korában itt tartotta első saját versolvasását Agnes Miegel német költőnő. Az épület a Königsberget ért 1944-es brit légitámadások teljesen megsemmisült, helyén ma parkosított zöldterület található.

#### Zöld kapu

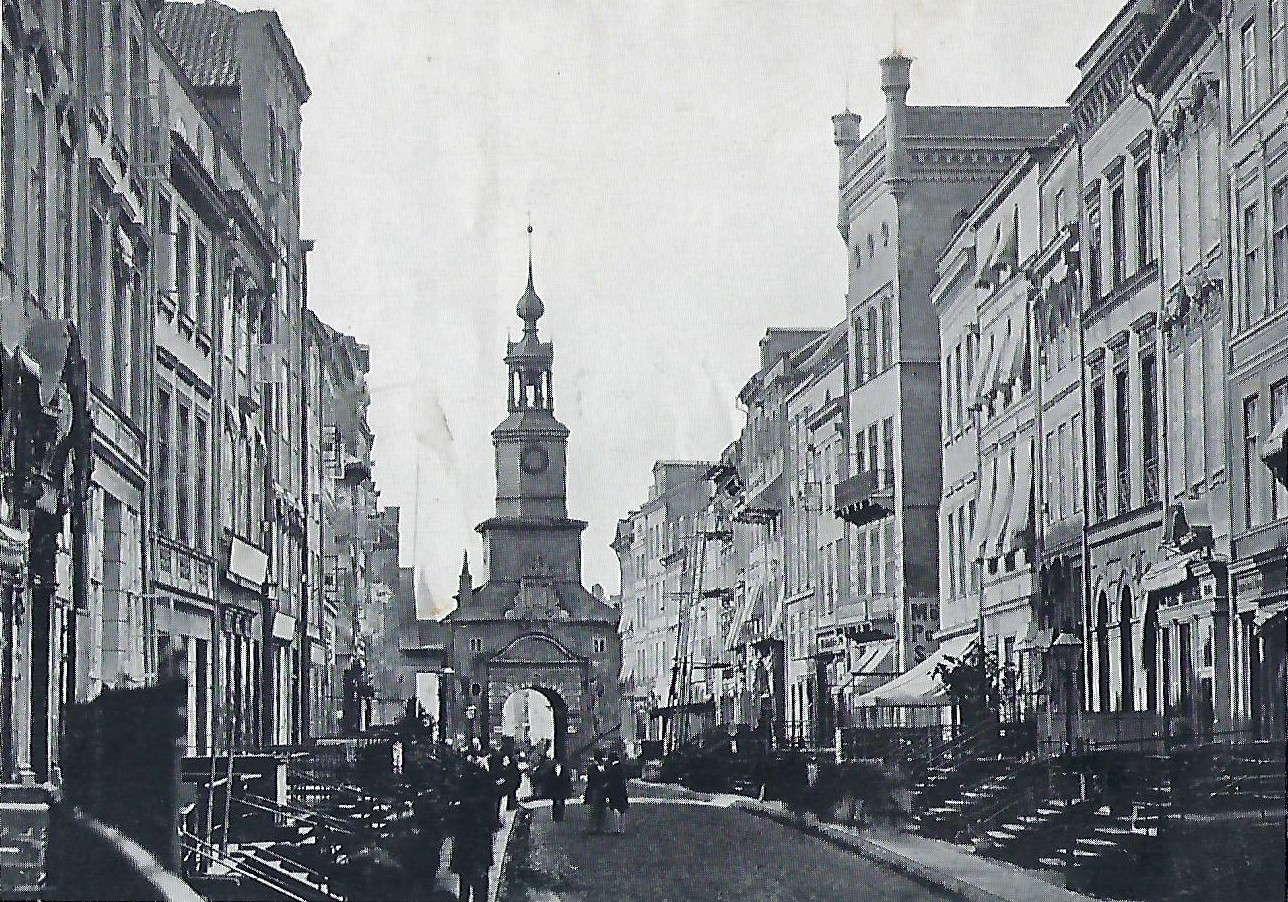
A Langgasse és a Zöld kapu 1864-ben

A németül Grünes Tor vagy Langgasser Tor („Hosszú utcai kapu") néven ismert reneszánsz, tornyos városkapu a Kneiphöfische Langgasse déli végén a Grüne Brücke („Zöld-híd") kneiphofi hídfőjénél képezte a város és a sziget bejáratát. Az 1322-ben emelt kapu egy 1592-es átépítés után nyerte el díszes reneszánsz formáját. A kapu nyolcszögletű tornyának két falát óra, tetősisakját szélkakas díszítette, a boltívek fölött Kneiphof illetve Poroszország címerei kaptak helyet. Mint ahogy a város más kapujában és a kastélytoronyban, a Zöld kapu épületében is laktak városi zenészek (Königsberger Stadtmusikanten), akik minden nap 10 órakor muzsikálva vonultak végig a környék utcáin. 1851-ben a kapu utcaszintjét két méterrel ki kellett mélyíteni, hogy át lehessen szállítani alatta III. Frigyes Vilmos porosz király lovas szobrát. A 19. század közepére a kapu már túl szűknek kezdett bizonyulni az egyre növekvő forgalmi igények számára, a beépítés sűrűsége miatt nem is volt megkerülhető. Végül neves művészek és állami elöljárók tiltakozása ellenére a kaput 1864-ben lebontották.

#### Régi Tőzsde

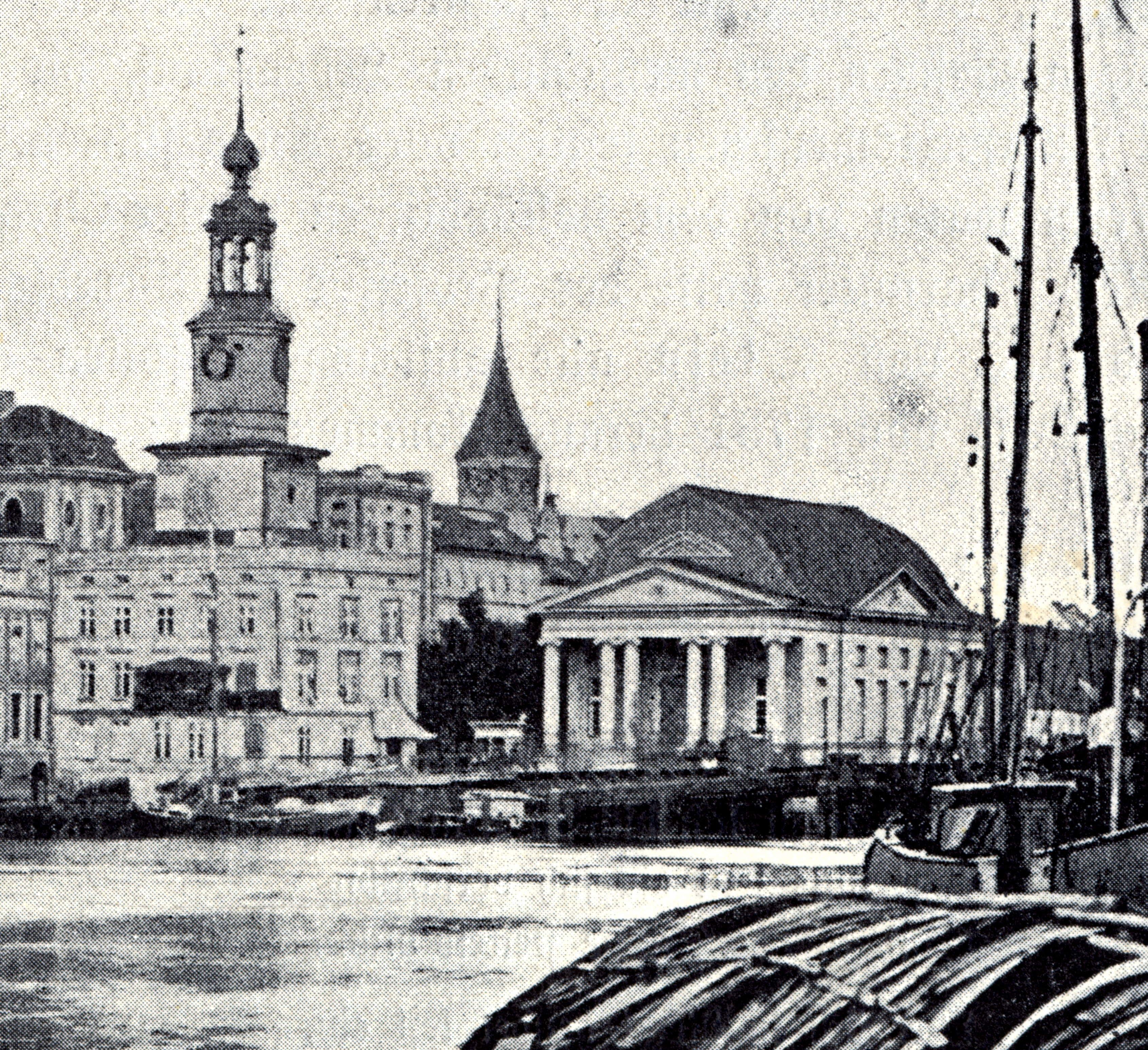
A régi Tőzsde és a Zöld kapu még álló tornya

A Zöld kapu (Grünes Tor) mellett fekvő Régi Tőzsde (németül Alte Börse am Grünen Tor) a Königsberget alkotó három város, Altstad, Löbenicht és Kneiphof kereskedői alapították 1624-ben. A Zöld híd (Grüne Brücke) kneiphofi hídfőjénél a folyóparton cölöpökre emelt velencei reneszánsz stílusú épület a város büszkeségének számított. Az 1800-ban klasszicista stílusban újjáépített tőzsde pár évtized múlva szűkösnek bizonyult a Német Birodalom 1871-es egyesülése után fellendülő Königsberg kereskedelmének bonyolításához ezért 1875-ben lebontották és a folyó a Vorstadt felőli oldalán fekvő Új Tőzsde (németül Neue Börse) 1885-ben átadott impozáns neoreneszánsz épületbe költöztették funkcióit.

### A Kneiphofhoz tartozott városrészek főbb épületei

#### Új Tőzsde

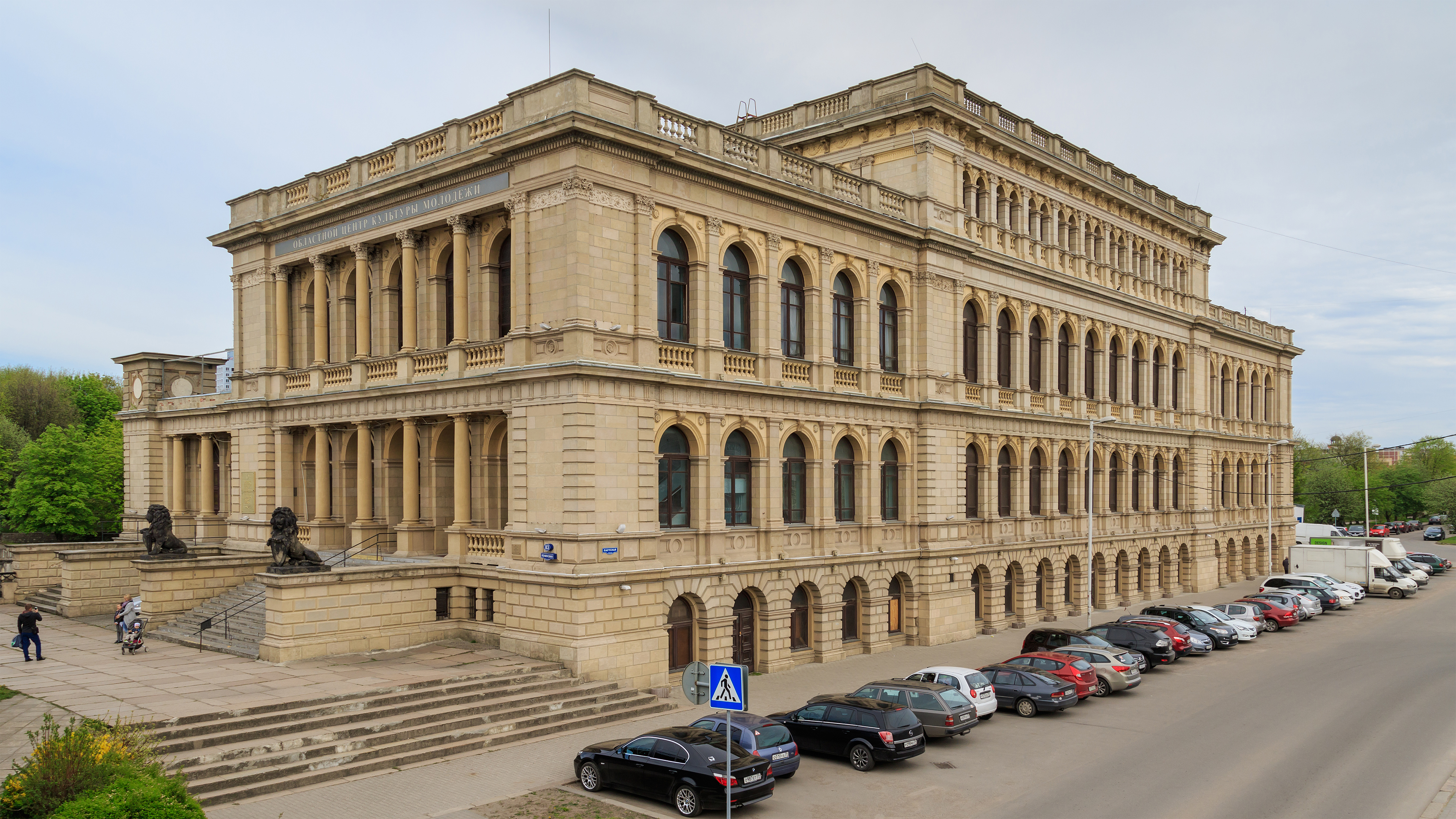
Az egykori Új Tőzsde épülete

A königsbergi Tőzsde vagy Új Tőzsde (németül Neue Börse, oroszul Здание кёнигсбергской биржи – Zdanye kjenigszbergszkoj birzsi) a Prégel folyó a Vorstadt felőli oldalán fekvő 1885-ben átadott impozáns neoreneszánsz stílusú folyóparti épületében székelt. Az egykori Königsbergi Kereskedelmi és Iparkamarának, valamint a tőzsde mellett számos bálnak és kiállításnak is otthont adó homokkő palota egyike a régi Königsberg azon kevés történelmi épületének, amelyek nem kerültek lebontásra 1946 után. A kezdetben szovjet háborús filmek kulisszájaként szolgáló romokat az 1960-as években helyezték műemléki védelem alá. A leegyszerűsített formában és kékre mázolt homlokzattal újjáépített épület a szovjet tengerészek kultúrházaként, később ifjusági centrumként szolgált. 1988-ban az épületben nyílt meg a Kalinyingrádi Regionális Szépművészeti Múzeum (oroszul Калинингра́дский областно́й музе́й изобрази́тельных иску́сств – Kalinyingradszkij oblasztnoj muzej izobrazítyelnyih iszkússzt), melynek kollekciója a kelet-poroszországi és kalinyingrádi orosz művészetet mutatja be a 17. századtól napjainkig. A 2018-ban műemlékileg helyreállított épület előtti parkosított tér neve, Birzsevoj szkver – Биржевой сквер, azaz Tőzsde tér utalás a múzeum egykori funkciójára.

#### Brandenburgi kapu

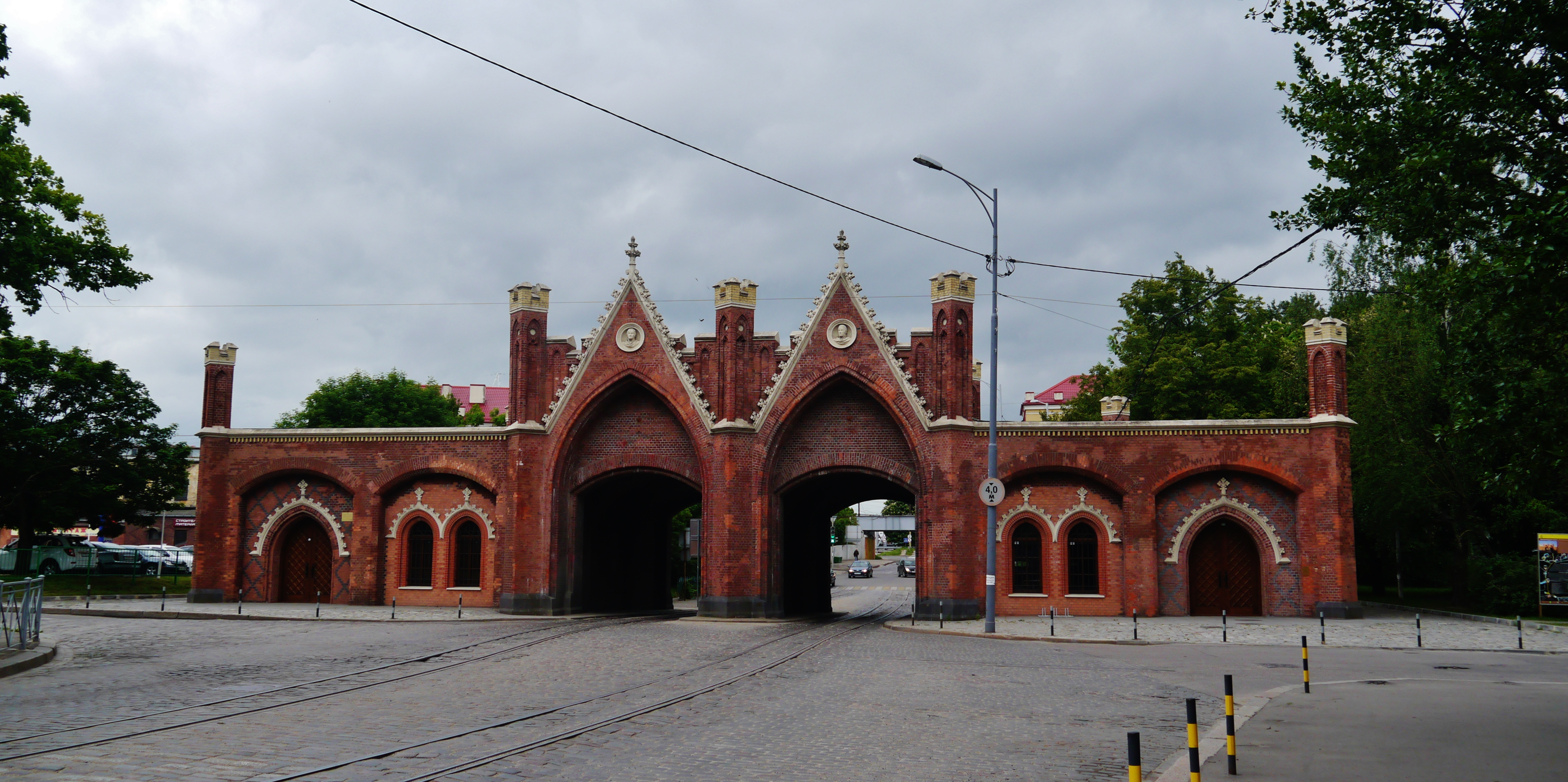
A Brandenburgi kapu napjainkban

A Brandenburger Tor (oroszul Бранденбургские ворота – Brandenburgszkije vorota) az Alter Garten városrész délnyugati csücskében, a Főpályaudvar közelében a Brandenburg kelet-poroszországi kisváros (ma Ушаково – Usakovo) felé vezető országúton fekvő építmény, a Königsberget egykor körülvevő városfal 8 városkapujának egyike. A kétnyílású neogótikus kapu két városfelöli oromzatát két 19. századi porosz generális képmása díszíti. Ez az egyetlen kapu amely a mai napig átjárható, a kalinyingrádi villamos is áthalad rajta.

#### Friedlandi kapu

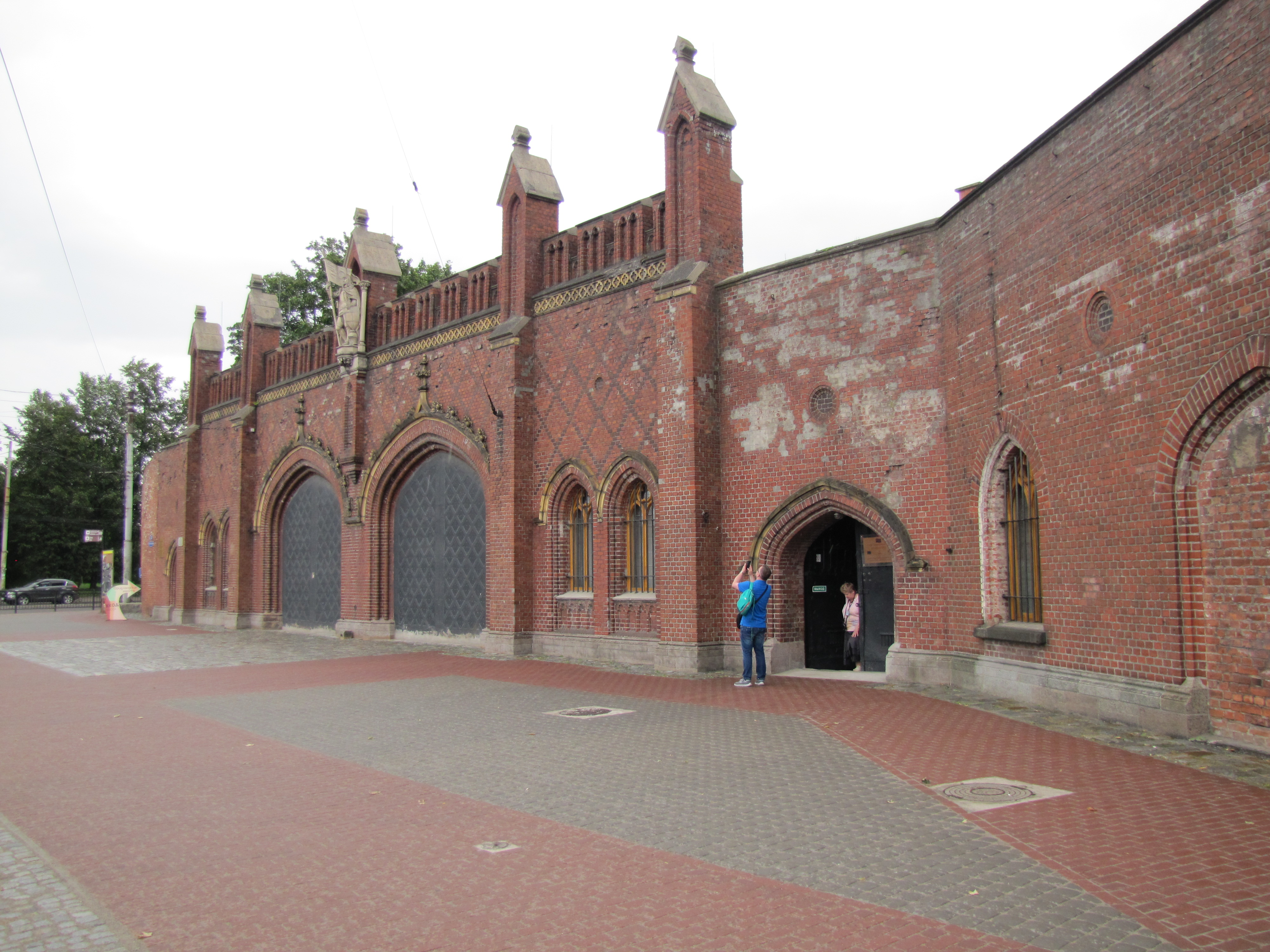
A Friedlandi kapu napjainkban

A Friedländer Tor (oroszul Фридландские ворота –  Fridlandszkije vorota) Haberberg városrész délkeleti csücskében, az Öreg-Prégel partján a Friedland kelet-poroszországi kisváros (ma Правдинск – Pravdinszk) felé vezető országúton fekvő építmény, a Königsberget egykor körülvevő városfal 8 városkapujának egyike. A város déli védműveinek (ravelinek és várárkok) helyén 1841-ben kialakított Déli Park (németül Südpark, oroszul парк Южный – park Juzsnij) a 2000-es évek elején elkezdett megújítása folyamán a tavakból előkerült tárgyak bemutatására 2002-ben alakult egy kis helytörténeti tárlat Friedlandi kapu Múzeum (oroszul Музей Фридландские ворота – Muzej Fridlandszkije vorota) néven. A gyűjtemény az addig a park bejáratául illetve raktárként szolgáló kapuépület tereiben került elhelyezésre. 2005-ben, a város alapításának 750-ik évfordulójának ünnepségei során nagyrészt német anyagi támogatással megújult a gazdagon díszített neogótikus kapu, a homlokzatokat díszítő két szobor (Siegfried von Feuchtwangen 13. századi teuton nagymester és a grünwaldi csatában harcoló Friedrich von Zollern regensburgi hercegérsek képmásai) is újra lett faragva. A hajdani Königsberg 19. és 20. századi kulturális és mindennapi életét bemutató kiállítás sok német turistát vonzz.

#### Szent család katolikus templom

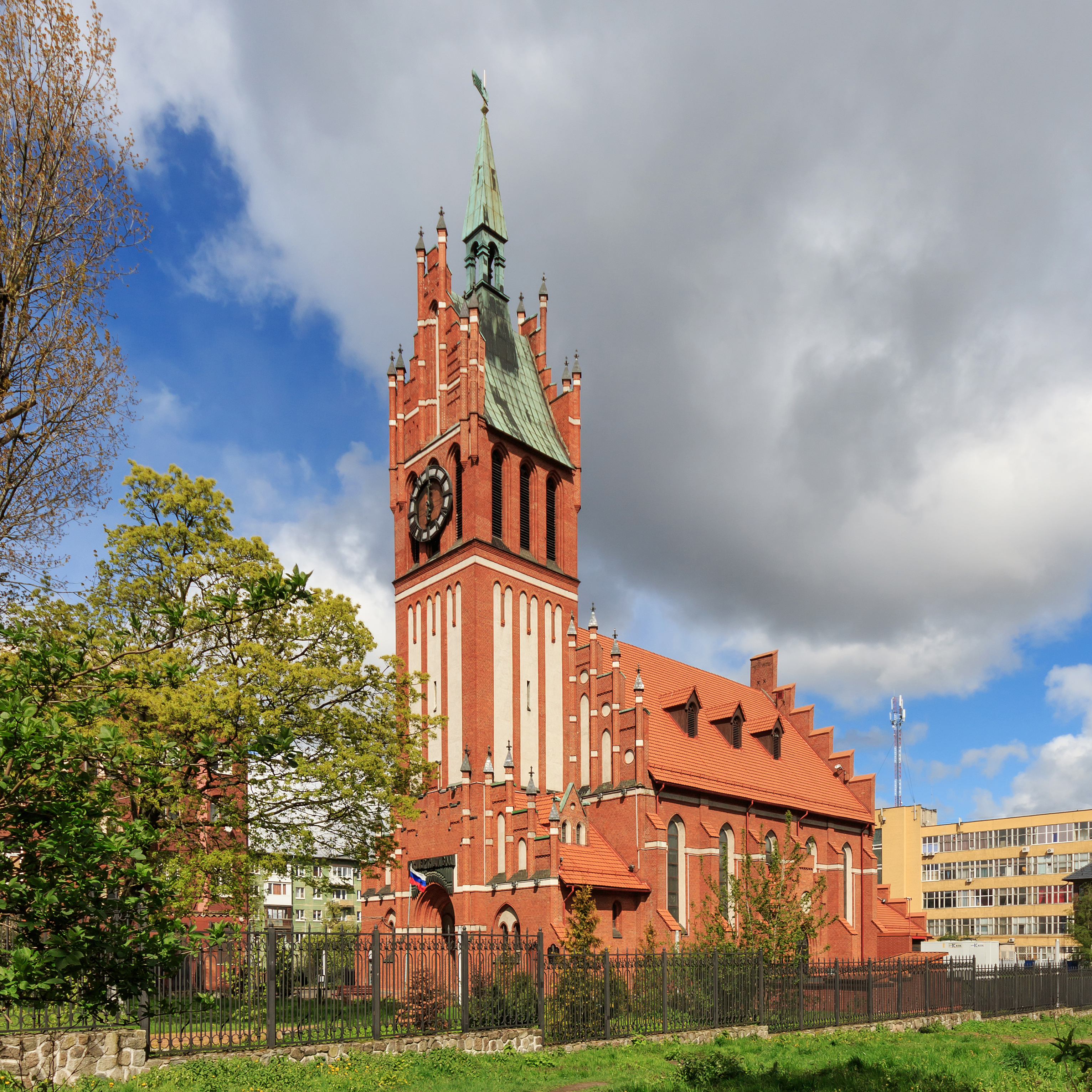

Az egykori katolikus Kirche zur Heiligen Familie (oroszul Кирха Святого Семейства – Kirha Szvjatogo Szemejsztva) 1904 és 1907 között a königsbergi katolikus közösség számára Friedrich Heitmann német templomépítész tervei szerint épült háromhajós, északnémet téglagótikus stílusú csarnoktemplom, a Haberberg markáns épülete. A II. világháborút majdhogynem sértetlenül átvészelő templomot a Vörös hadsereg hadikórházának, később trágyaraktárnak használták. 1980-ban történt helyreállítása óta a kalinyingrádi Jevgenyij Szvetlanov Regionális Filharmónia (oroszul Калинингра́дская областна́я филармо́ния и́мени Е. Ф. Светла́нова – Kalinyingrádszkaja oblasztnája filarmónija ímjeni J. F. Szvetlanova), a város 1980 óta fennálló filharmóniai társulata használja koncertteremként, aminek köszönhetően egy Oroszország-szerte híresen jó akusztikájú új orgonát kapott.

## Tervek Kneiphof újjáépítésére
A Szovjetunió felbomlásával a Kalinyingrádi terület Oroszország fennhatóság alatt maradt és annak Litvánia és Lengyelország által határolt, az anyaországból közvetlen szárazföldi úton meg nem közelíthető exklávéjává vált. Az addigi zárt katonai övezetnek számító terület a 90-es évektől kezdve külföldiek számára is látogathatóvá vált. A nyitás után hamar beindult az egykori Kelet-Poroszország emlékeire koncentráló, főleg Németországból érkező ún. „nosztalgia-turizmus", de a város oroszajkú lakóinak körében is elkezdett feléledni a német múlt iranti érdeklődés. Az 1990-es évek elején újjáépítésre került a II. világháborúban az alapfalakig kiégett, ám a szovjet időkben el nem bontott gótikus königsbergi dóm.

#### Projekt Kalinyingrád központjának újjáépítésére (2008–2010)
A königsbergi dóm újjáépülését követően születtek kezdeményezések a háborúban elpusztult városmag (és vele együtt a Kneiphof) valamilyen formában történő feltámasztására. A városvezetés által 2008-ban életre hívott kezdeményezés a Kneiphof-sziget, illetve az egykori kastély körüli, a mai Lenin sugárút – Sevcsenko utca – Zarajszkaja utca – Moszkvai sugárút – Október sugárút – Új Prégel-ág által határolt 10 hektáros terület szinte teljes részben magántőke bevonásával finanszírozott beépítését tűzte ki célul. A 2009-re tervezett nemzetközi tervpályázatot nem tartották meg, a helyi vezetés által a terület újjáépítésének ügyében 2010-re, majd 2011-re tervezett népszavazással együtt a projekteket végül pénzügyi okokra hivatkozva hivatalosan is elvetették.

#### Város Szíve Projekt (2012–2016)
2012-ben a Kalinyingrádi terület vezetése ismét napirendre tűzte a város történelmi központjának kérdését és életre hívta a „Város Szíve" Városépítészeti Iroda (oroszul Градостроительное бюро „Сердце города“ – Gradosztroityelnoje bjuro „Szerdce goroda") elnevezésű nonprofit szervezetet. A kalinyingrádi Alekszandr Popagyin író és kultúrtörténész által vezetett iroda két nemzetközi zsűrizésű tervpályázat kiírását szervezte meg. Az első, 2014-es, „Királyi Hegy és környéke" (oroszul „Королевская гора и её окружение" – Korolevszkaja gora i jejo okruzsenyije) a város egykori történelmi magjának beépítésére keresett és díjazott terveket, míg a 2015-ös második kiírás, „Poszt-kastély" (oroszul „Пост-замок" – Poszt-zamok) címszó alatt az egykori kastély kulturális központként való újjáépítésére várt javaslatokat. A sikeresen lezárult pályázat ellenére a projekt a gazdasági világválság, illetve az orosz–német viszony fokozatos elhidegülése miatt azonban zátonyra futott; a Városépítészeti Irodát a városvezetés 2016 végén feloszlatta.